# Samuel Morse
Samuel Finley Breese Morse (27 de abril de 1791 – 2 de abril de 1872) foi um inventor e pintor americano. Após estabelecer sua reputação como retratista, Morse, em sua meia-idade, contribuiu para a invenção de um sistema de telégrafo de fio único baseado em telégrafos europeus. Foi um dos desenvolvedores do Código Morse em 1837 e ajudou a desenvolver o uso comercial da telegrafia.

## Vida pessoal

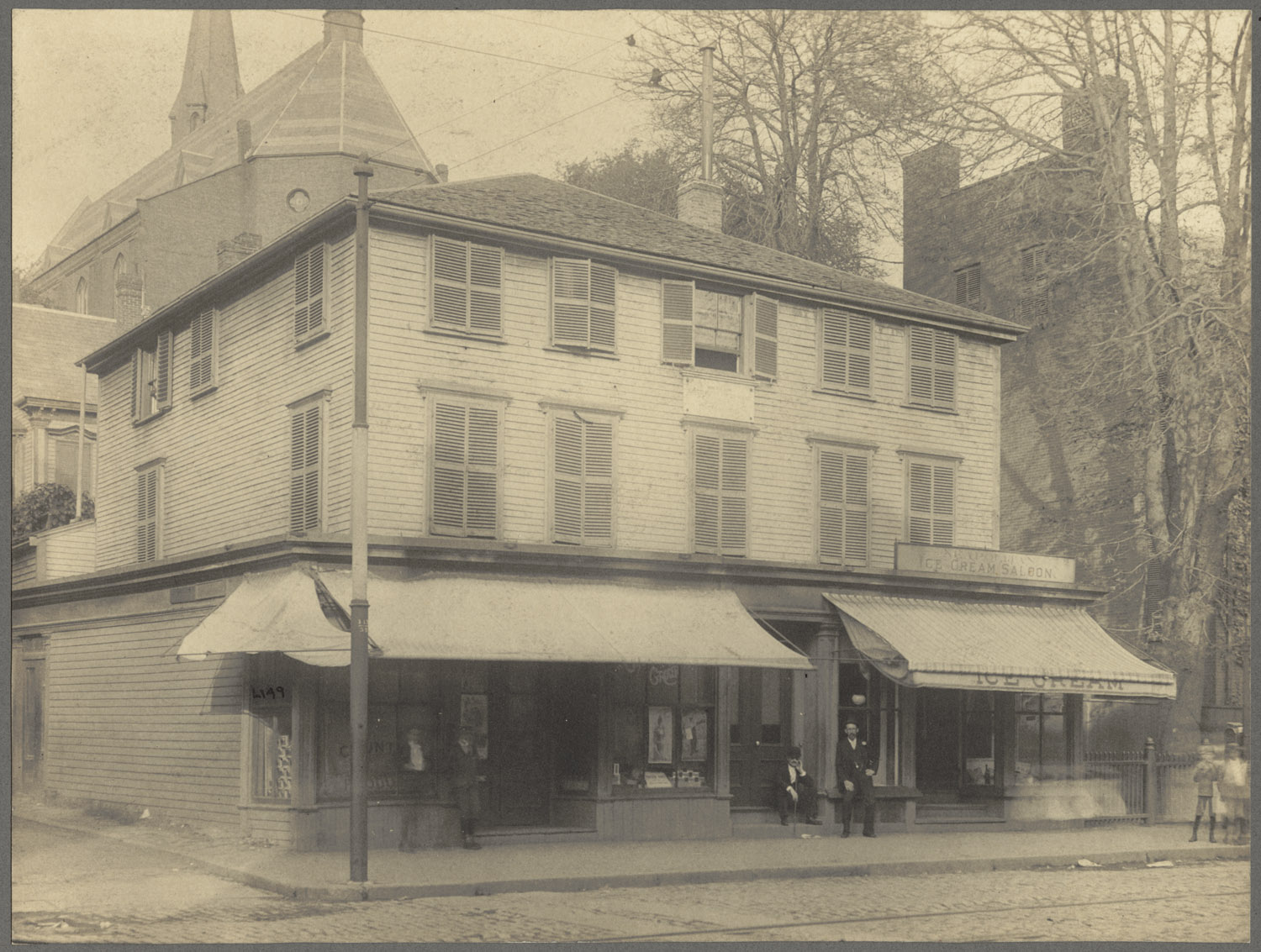
Local de nascimento de Morse, Charlestown, Massachusetts, foto de aproximadamente 1898

Samuel F. B. Morse nasceu em Charlestown, Boston, Massachusetts, o primeiro filho do pastor Jedidiah Morse, que também era geógrafo, e sua esposa Elizabeth Ann Finley Breese. Seu pai era um grande pregador da fé calvinista e apoiador do Partido Federalista. Ele acreditava que isso ajudava a preservar as tradições Puritanas (observância estrita do Sabbath, entre outras coisas), e acreditava no apoio federalista a uma aliança com a Grã-Bretanha e um governo central forte. Morse acreditava firmemente na educação dentro de uma estrutura federalista, junto com a inculcação de virtudes, moral e orações calvinistas para seu primeiro filho. Seu primeiro ancestral na América foi Anthony Morse, de Marlborough, Wiltshire, que havia emigrado para a América em 1635, e se estabelecido em Newbury, Massachusetts.
Depois de frequentar a Phillips Academy em Andover, Massachusetts, Samuel Morse foi para Yale College estudar filosofia religiosa, matemática e ciência. Enquanto em Yale, ele assistiu a palestras sobre eletricidade de Benjamin Silliman e Jeremiah Day e foi membro da Sociedade de Brothers in Unity. Ele se sustentava através da pintura. Em 1810, formou-se em Yale com honras Phi Beta Kappa.
Morse casou-se com Lucretia Pickering Walker em 29 de setembro de 1818, em Concord, New Hampshire. Ela morreu em 7 de fevereiro de 1825, de ataque cardíaco pouco depois do nascimento de seu terceiro filho. Ele se casou com sua segunda esposa, Sarah Elizabeth Griswold, em 10 de agosto de 1848, em Utica, Nova York e teve quatro filhos.

## Pintura

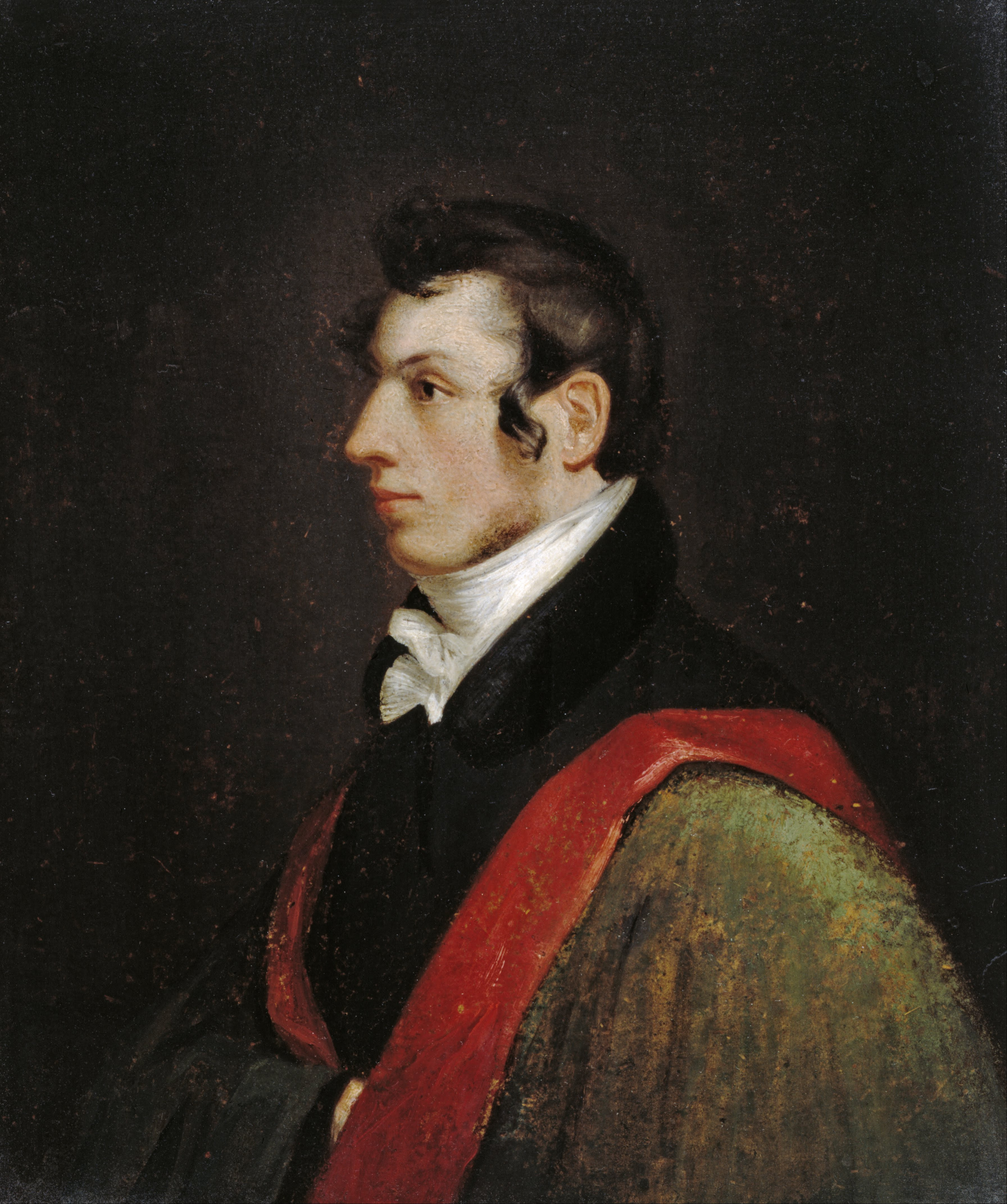
Autorretrato de Morse em 1812 (National Portrait Gallery)

Morse expressou algumas de suas crenças calvinistas em sua pintura, Desembarque dos Peregrinos, através da representação de roupas simples e das austeras características faciais das pessoas. Este trabalho atraiu a atenção do notável artista Washington Allston. Allston queria que Morse o acompanhasse à Inglaterra para conhecer o artista Benjamin West. Allston organizou – com o pai de Morse – uma estadia de três anos para estudo de pintura na Inglaterra. Os dois homens embarcaram no navio Libya em 15 de julho de 1811. Na Inglaterra, Morse aperfeiçoou suas técnicas de pintura sob o olhar atento de Allston; no final de 1811, ele ganhou admissão à Royal Academy. Na academia, ele foi movido pela arte da Renascença e prestou muita atenção às obras de Michelangelo e Rafael. Depois de observar e praticar desenho de modelos vivos e absorver suas exigências anatômicas, o jovem artista produziu sua obra-prima, o Hércules Moribundo. (Ele primeiro fez uma escultura como estudo para a pintura.) Para alguns, o Hércules Moribundo parecia representar uma declaração política contra os britânicos e também os federalistas americanos. Os músculos simbolizavam a força dos jovens e vibrantes Estados Unidos contra os britânicos e apoiadores britânico-americanos. Durante o tempo de Morse na Grã-Bretanha, os americanos e britânicos estavam envolvidos na Guerra de 1812. Ambas as sociedades estavam em conflito por lealdades. Os americanos anti-federalistas se alinharam com os franceses, detestavam os britânicos e acreditavam que um governo central forte seria inerentemente perigoso para a democracia. Conforme a guerra avançava, as cartas de Morse para seus pais tornaram-se mais anti-federalistas em tom. Em uma dessas cartas, Morse escreveu:
Eu afirmo... que os federalistas nos estados do Norte causaram mais danos ao seu país por suas medidas de oposição violenta do que uma aliança francesa poderia. Seus procedimentos são copiados nos jornais ingleses, lidos perante o Parlamento e circulados por seu país, e o que eles dizem deles... eles os chamam [Federalistas] de covardes, um grupo baixo, dizem que são traidores de seu país e deveriam ser enforcados como traidores.

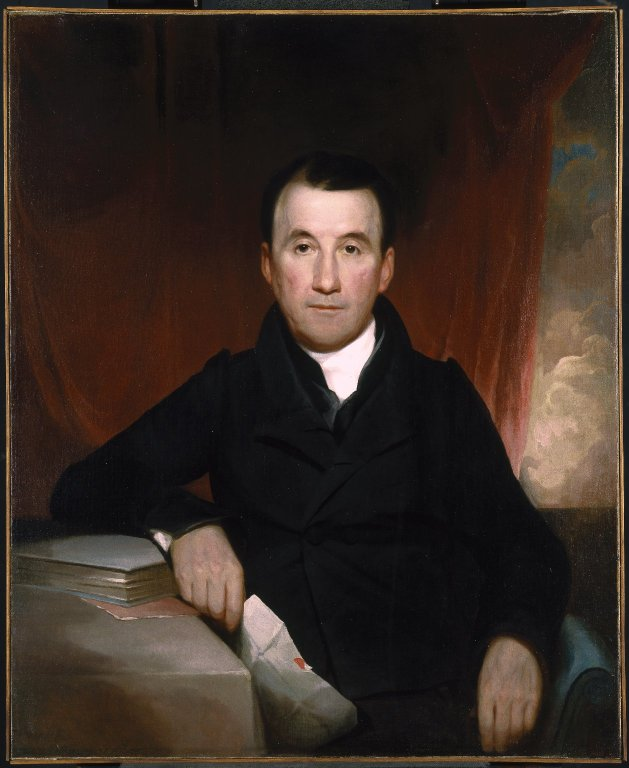
Jonas Platt, político de Nova York, por Morse. Óleo sobre tela, 1828, Brooklyn Museum.

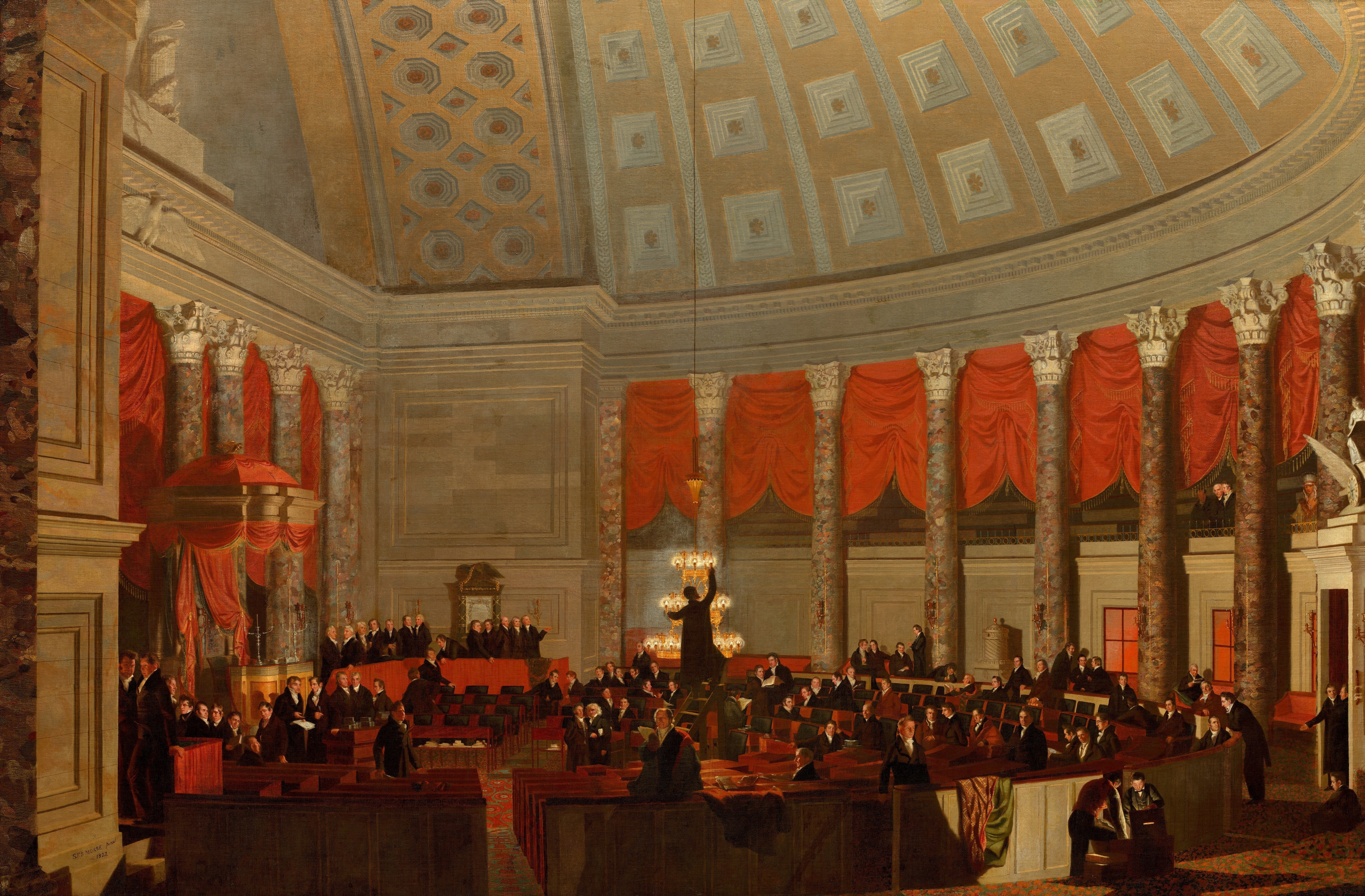
A Câmara dos Representantes. Óleo sobre tela, 1822, National Gallery of Art.

Embora Jedidiah Morse não tenha mudado as visões políticas de Samuel, ele continuou como uma influência. Os críticos acreditam que as ideias calvinistas do pai de Morse são parte integrante do Julgamento de Júpiter, outra obra significativa concluída na Inglaterra. Júpiter é mostrado em uma nuvem, acompanhado por sua águia, com sua mão estendida acima das partes e está pronunciando julgamento. Marpessa, com uma expressão de compunção e vergonha, está se jogando nos braços de seu marido. Idas, que amava ternamente Marpessa, está ansiosamente avançando para recebê-la enquanto Apolo olha com surpresa. Os críticos sugeriram que Júpiter representa a onipotência de Deus – observando cada movimento feito. Alguns chamam o retrato de um ensinamento moral de Morse sobre a infidelidade. Embora Marpessa tenha caído em tentação, ela percebeu que sua salvação eterna era importante e desistiu de seus caminhos perversos. Apolo não mostra remorso pelo que fez, mas permanece com um olhar intrigado. Muitas pinturas americanas ao longo do início do século XIX tinham temas religiosos, e Morse foi um dos primeiros exemplos disso. Julgamento de Júpiter permitiu a Morse expressar seu apoio ao Anti-Federalismo enquanto mantinha suas fortes convicções espirituais. Benjamin West buscou apresentar o Júpiter em outra exposição da Royal Academy, mas o tempo de Morse havia se esgotado. Ele deixou a Inglaterra em 21 de agosto de 1815, para retornar aos Estados Unidos e iniciar sua carreira em tempo integral como pintor.
A década de 1815-1825 marcou um crescimento significativo no trabalho de Morse, à medida que ele buscava capturar a essência da cultura e da vida americana. Ele pintou o ex-presidente federalista John Adams (1816). Os federalistas e anti-federalistas entraram em conflito sobre o Dartmouth College. Morse pintou retratos de Francis Brown — presidente da faculdade — e do Juiz Woodward (1817), que esteve envolvido em levar o caso Dartmouth perante a Suprema Corte dos EUA.

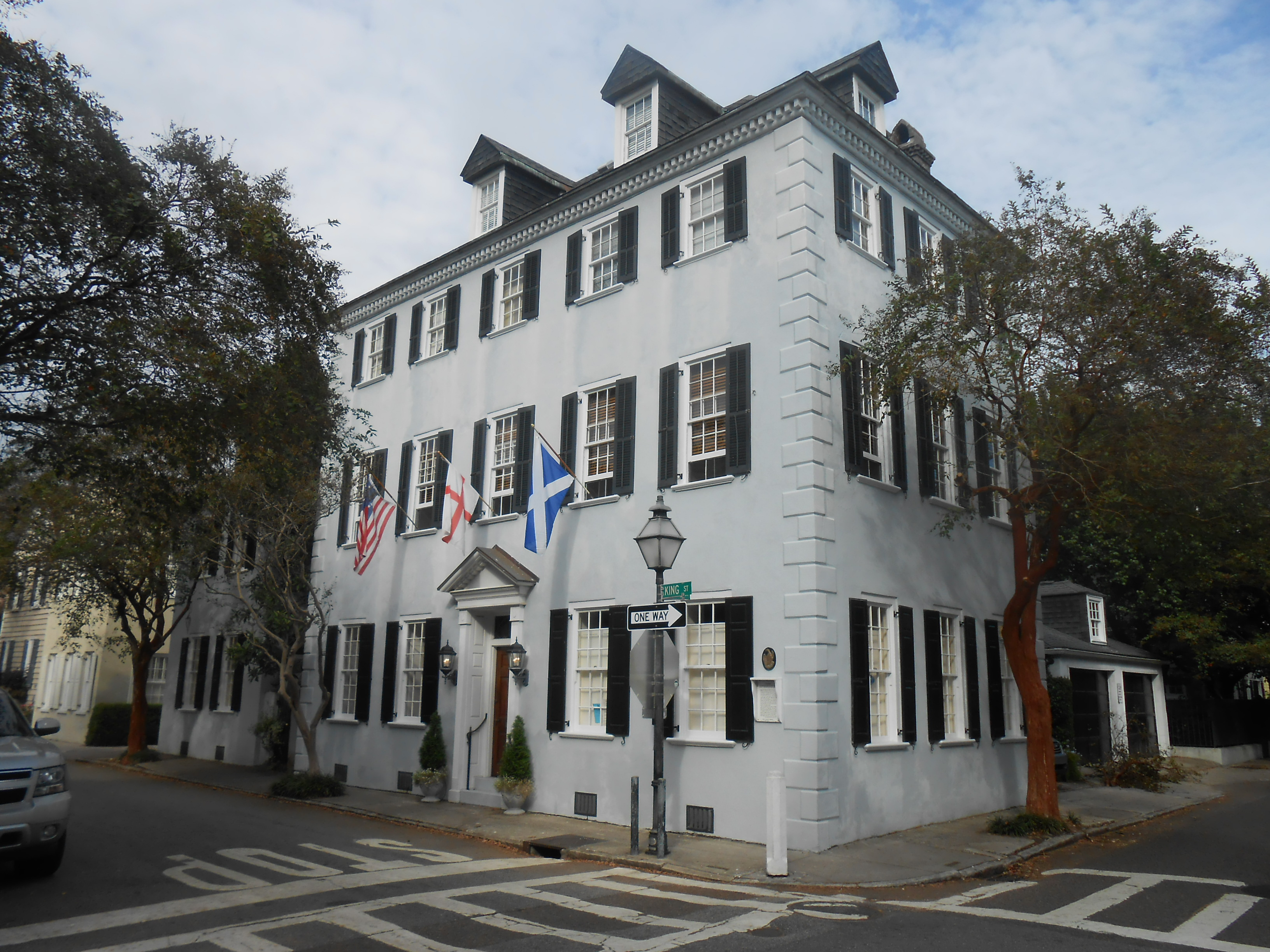
Morse manteve um estúdio na Rua Tradd, 94, Charleston, Carolina do Sul, por um curto período.

Morse também procurou encomendas entre a elite de Charleston, Carolina do Sul. A pintura de 1818 de Morse da Sra. Emma Quash simbolizava a opulência de Charleston. O jovem artista estava se saindo bem. Entre 1819 e 1821, Morse passou por grandes mudanças em sua vida, incluindo uma diminuição nas encomendas devido ao Pânico de 1819.
Morse foi comissionado para pintar o Presidente James Monroe em 1820. Ele incorporou a democracia jeffersoniana ao favorecer o homem comum sobre o aristocrata. Morse havia se mudado para New Haven, Connecticut. Suas comissões para A Câmara dos Representantes (1821) e um retrato do Marquês de Lafayette (1825) engajaram seu senso de nacionalismo democrático. A Câmara dos Representantes foi projetada para capitalizar o sucesso de A Capela Capuchinha em Roma de François Marius Granet, que excursionou extensivamente pelos Estados Unidos durante a década de 1820, atraindo públicos dispostos a pagar a taxa de admissão de 25 centavos.

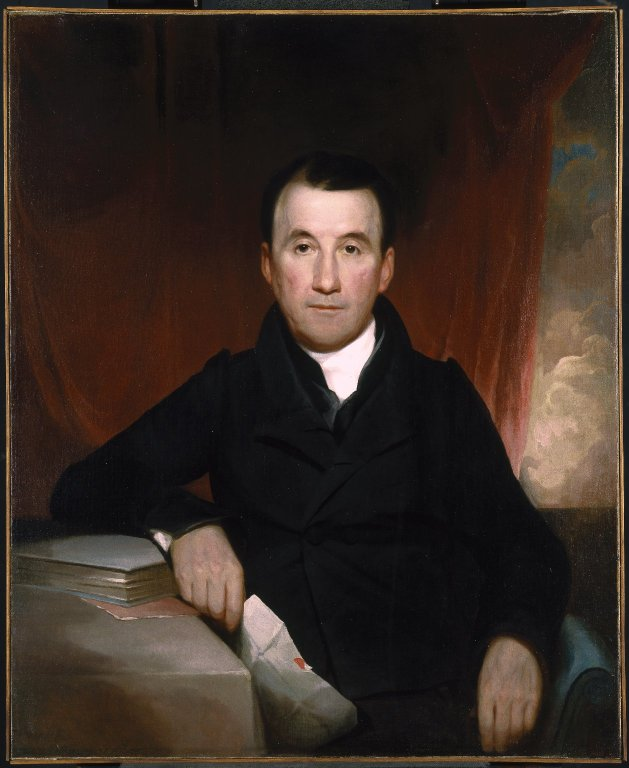
A Capela da Virgem em Subiaco, 1830

O artista escolheu pintar a Câmara dos Representantes, de maneira semelhante, com atenção cuidadosa à arquitetura e iluminação dramática. Ele também desejava selecionar um tema exclusivamente americano que trouxesse glória à jovem nação. Seu tema fez exatamente isso, mostrando a democracia americana em ação. Ele viajou para Washington D.C. para desenhar a arquitetura do novo Capitólio e colocou oitenta indivíduos dentro da pintura. Ele escolheu retratar uma cena noturna, equilibrando a arquitetura da Rotunda com as figuras, e usando a luz de lampião para destacar o trabalho. Pares de pessoas, aqueles que estavam sozinhos, indivíduos inclinados sobre suas mesas trabalhando, foram pintados simplesmente, mas com rostos de caráter. Morse escolheu a noite para transmitir que a dedicação do Congresso aos princípios da democracia transcendia o dia. A Câmara dos Representantes não conseguiu atrair público quando exibida na cidade de Nova York em 1823. Em contraste, a Declaração de Independência de John Trumbull havia conquistado aclamação popular alguns anos antes. Os espectadores podem ter sentido que a arquitetura de A Câmara dos Representantes ofusca os indivíduos, tornando difícil apreciar o drama do que estava acontecendo. Morse teve a honra de pintar o Marquês de Lafayette, o principal apoiador francês da Revolução Americana. Ele se sentiu compelido a pintar um grande retrato do homem que ajudou a estabelecer uma América livre e independente. Ele apresenta Lafayette contra um magnífico pôr do sol. Posicionou Lafayette à direita de três pedestais: um com um busto de Benjamin Franklin, outro de George Washington, e o terceiro parece reservado para Lafayette. Uma paisagem florestal pacífica abaixo dele simbolizava a tranquilidade e prosperidade americana à medida que se aproximava da idade de cinquenta anos. A amizade em desenvolvimento entre Morse e Lafayette e suas discussões sobre a Guerra Revolucionária afetaram o artista após seu retorno à cidade de Nova York.
Em 1826, ele ajudou a fundar a National Academy of Design na cidade de Nova York. Ele serviu como presidente da academia de 1826 a 1845 e novamente de 1861 a 1862. Quarenta e nove de suas pinturas foram exibidas lá.
De 1830 a 1832, Morse viajou e estudou na Europa para melhorar suas habilidades de pintura, visitando Itália, Suíça e França. Durante seu tempo em Paris, ele desenvolveu uma amizade com o escritor James Fenimore Cooper. Como projeto, ele pintou cópias em miniatura de 38 das pinturas famosas do Louvre em uma única tela (6 pés x 9 pés), que ele intitulou A Galeria do Louvre. Ele completou o trabalho após seu retorno aos Estados Unidos.
Em 1832, após seu retorno aos Estados Unidos, Morse foi nomeado professor de pintura e escultura na Universidade da Cidade de Nova York, atual Universidade de Nova York. Esta foi a primeira cátedra do tipo nos Estados Unidos.
Em uma visita subsequente a Paris em 1839, Morse conheceu Louis Daguerre. Ele se interessou pelo daguerreótipo deste último — o primeiro meio prático de fotografia. Morse escreveu uma carta ao New York Observer descrevendo a invenção, que foi amplamente publicada na imprensa americana e forneceu ampla conscientização sobre a nova tecnologia. Mathew Brady, um dos primeiros fotógrafos na história americana, famoso por suas representações da Guerra Civil, inicialmente estudou sob Morse e mais tarde tirou fotografias dele.
Algumas das pinturas e esculturas de Morse estão em exposição em sua propriedade Locust Grove em Poughkeepsie, Nova York.

Obras de arte de Morse
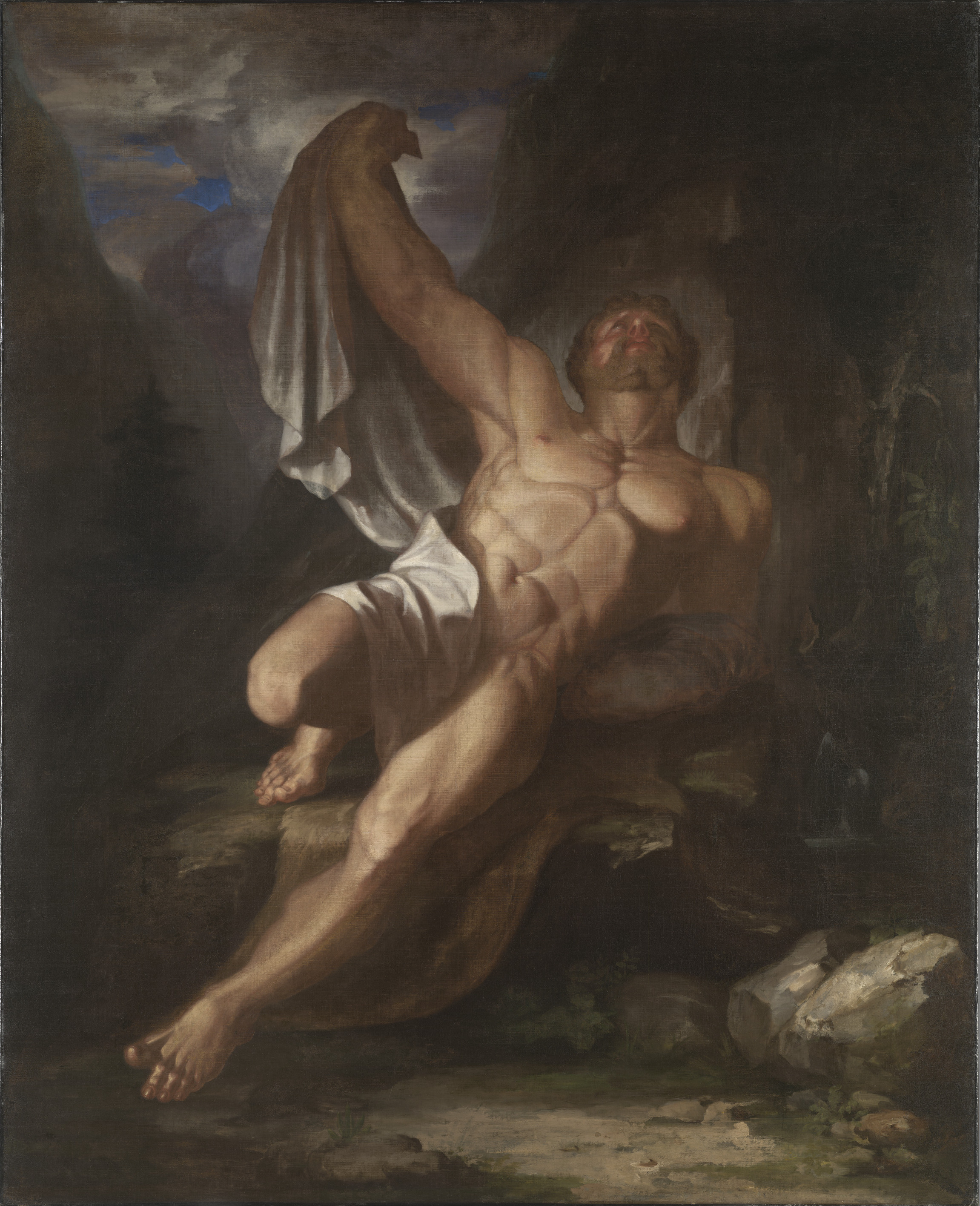
Hércules moribundo, a primeira obra-prima de Morse
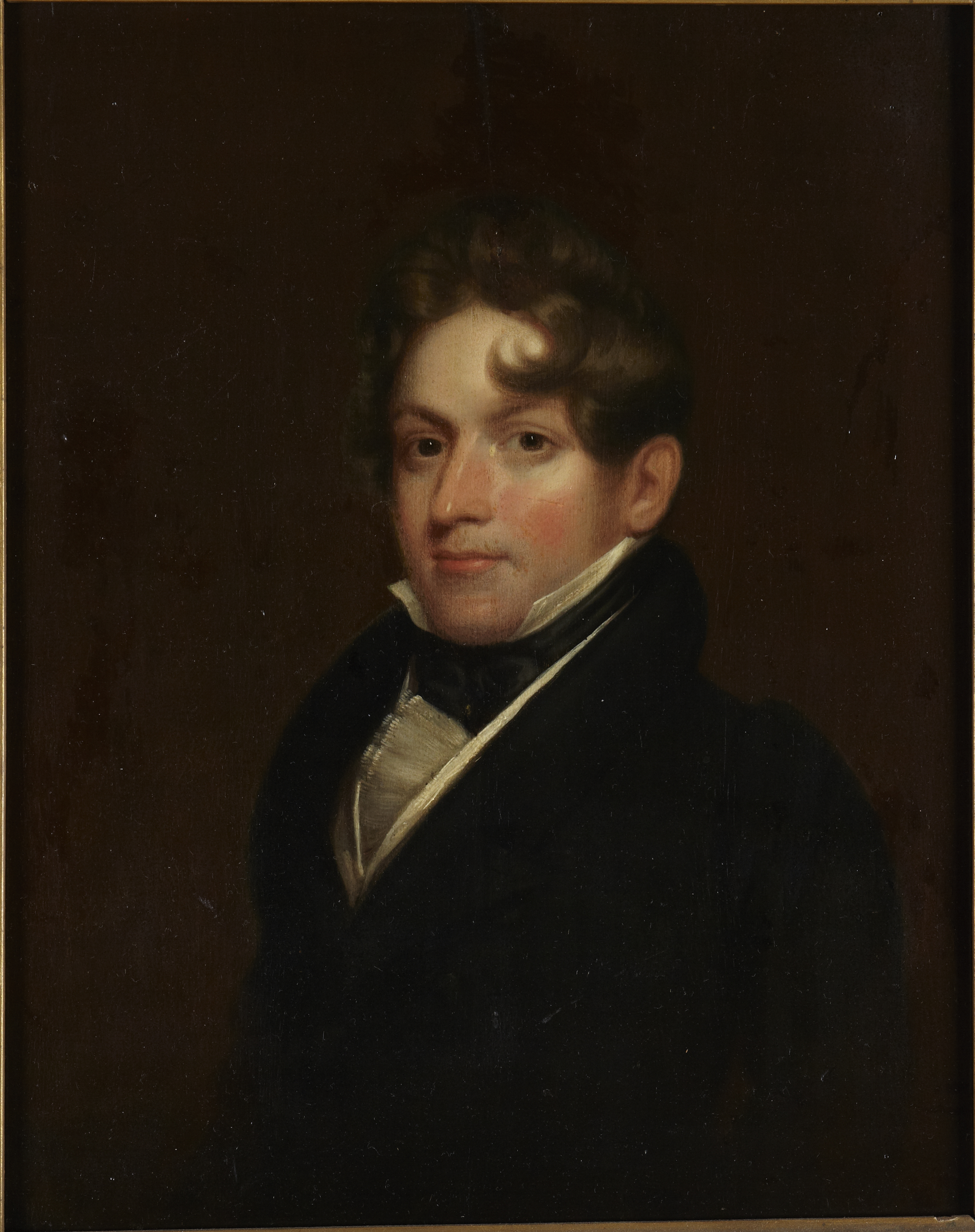
Capitão Demaresque de Gloucester, Massachusetts, Princeton University Art Museum
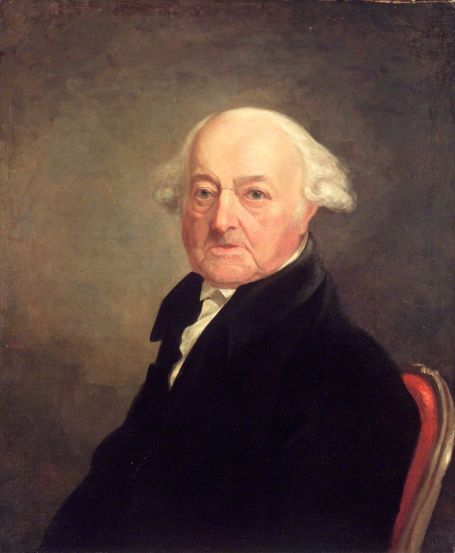
Retrato de John Adams
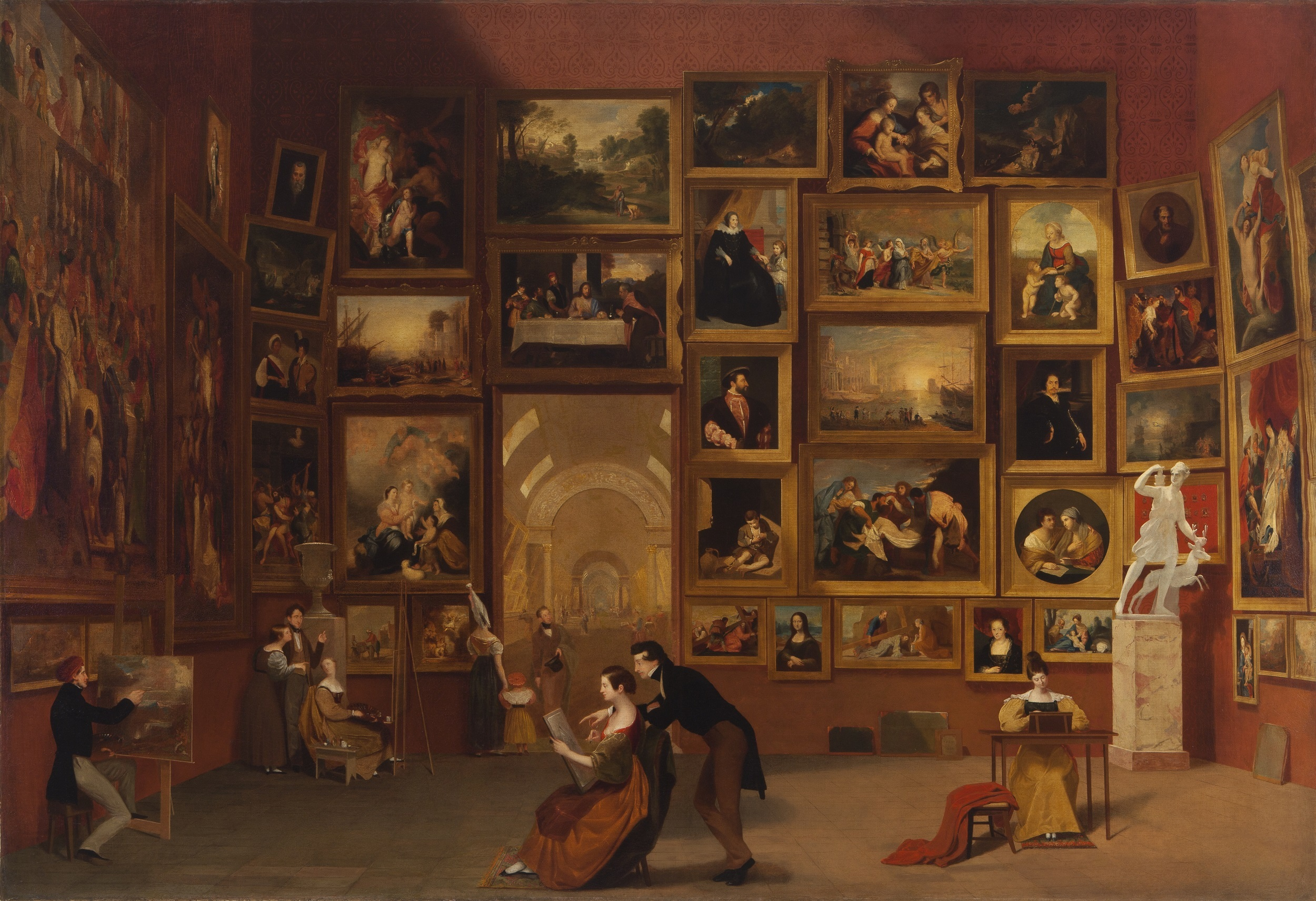
Galeria do Louvre 1831–33
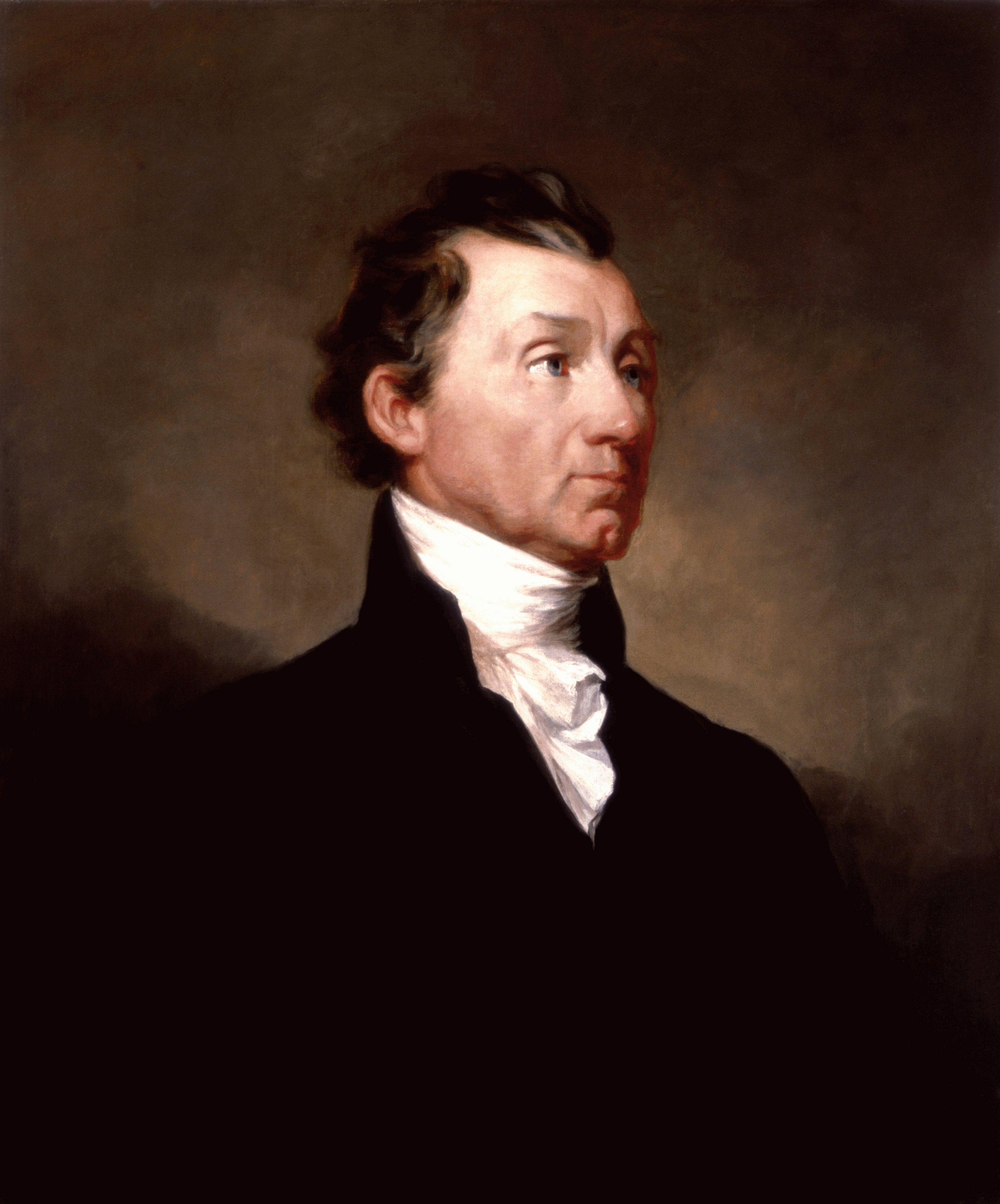
Retrato de James Monroe, 5º Presidente dos Estados Unidos (aprox. 1819)
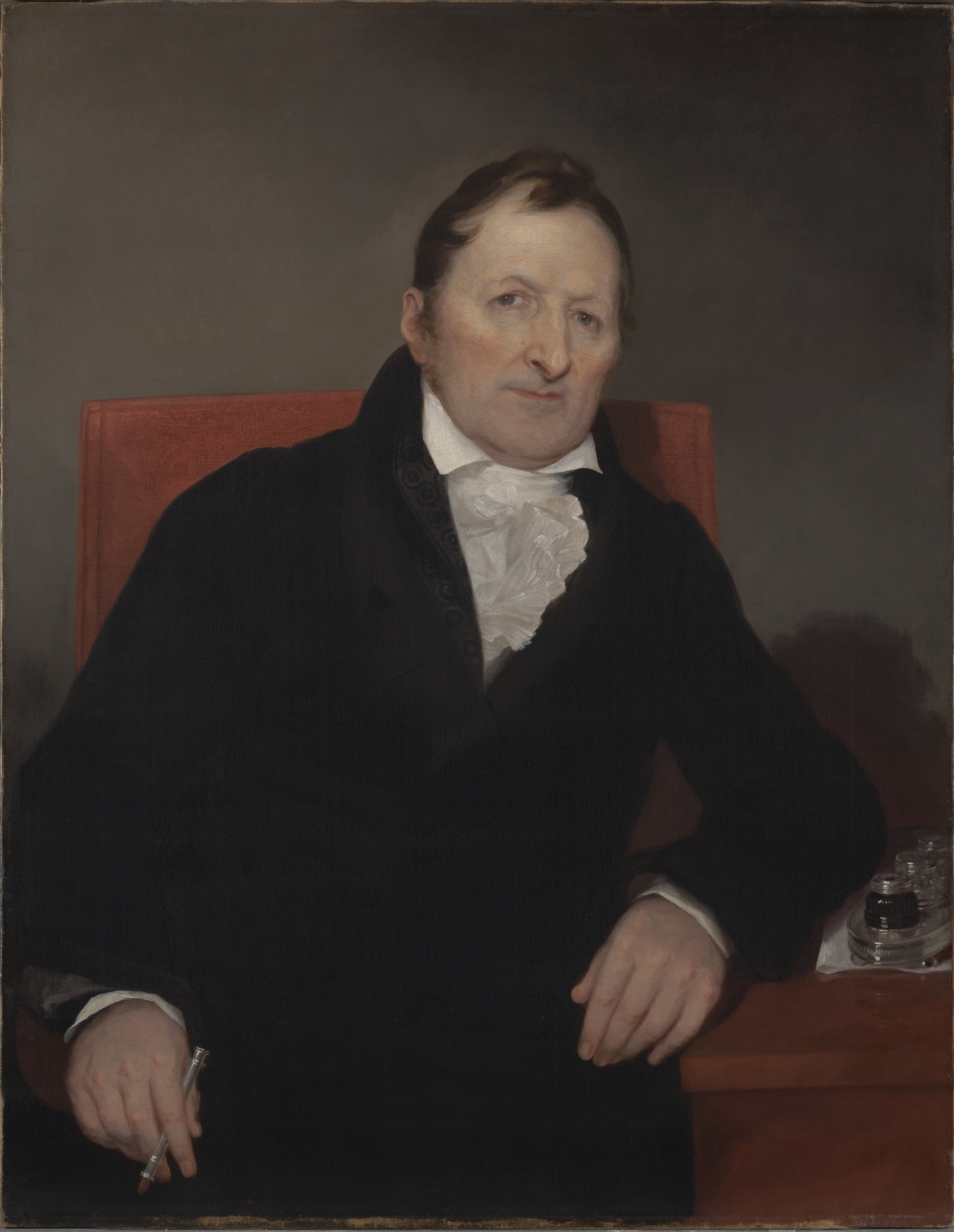
Eli Whitney, inventor, 1822. Yale University Art Gallery
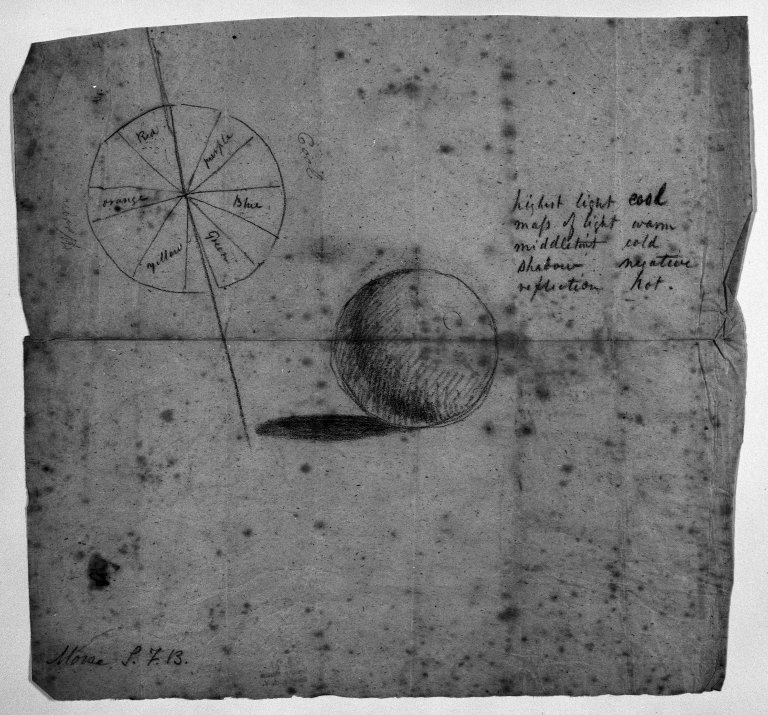
Tabela de Cores, desenhada para ilustrar sua paleta de cores
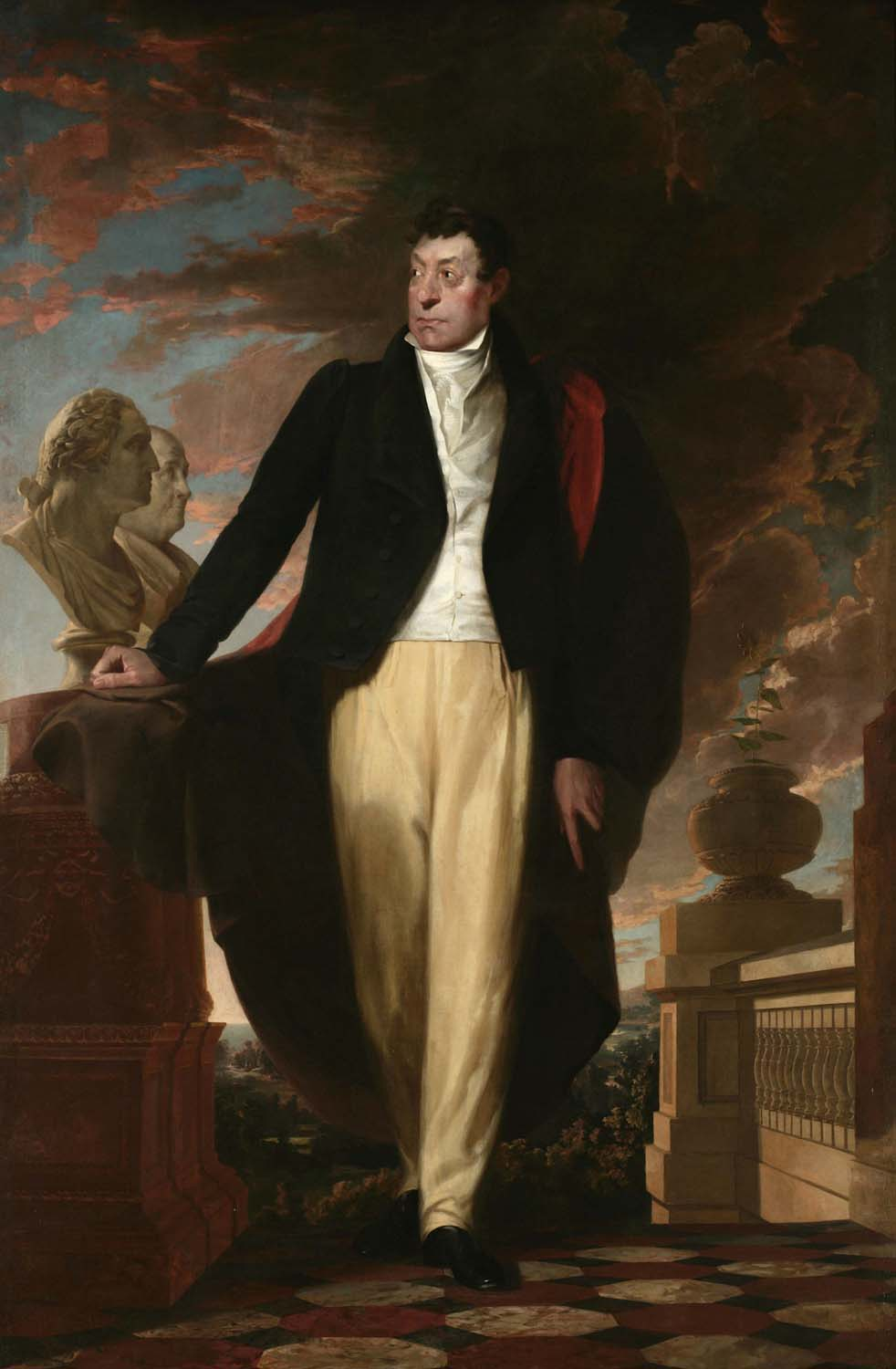
Retrato do Marquês de Lafayette, 1826
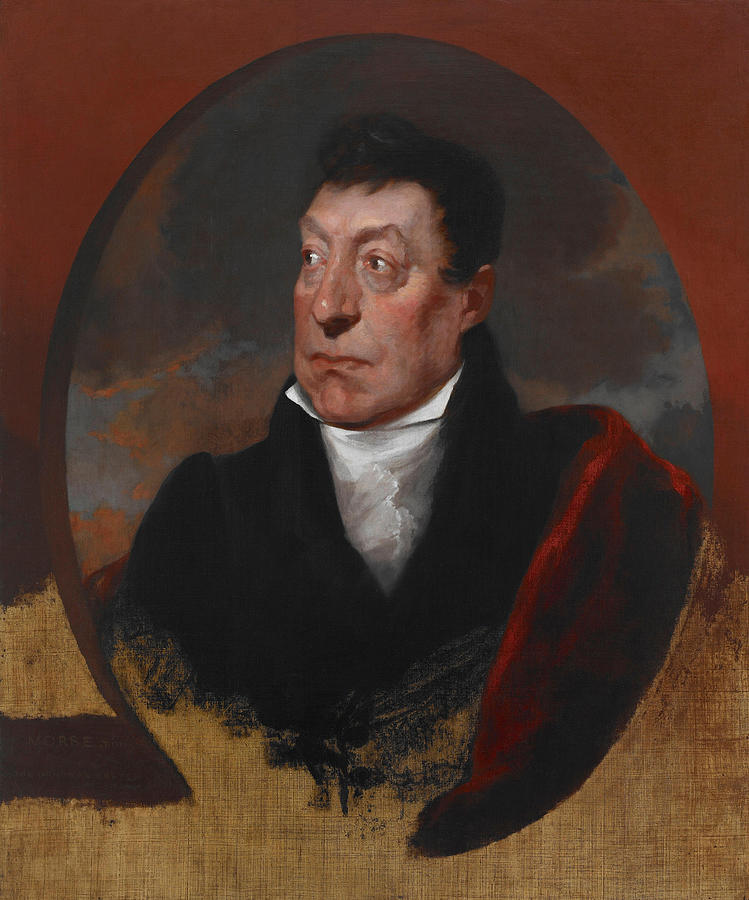
Retrato de Lafayette

## Obras de arte atribuídas
| Ano  | Título                                                                        | Imagem     | Coleção | Comentários                                                                    |
| ---- | ----------------------------------------------------------------------------- | ---------- | ------- | ------------------------------------------------------------------------------ |
| 1820 | Latham Avery (c. 1820), óleo sobre tela (atribuído a Samuel F. B. Morse)      | visualizar |         | Assunto: viveu 1775–1845; marido de Betsey Wood Lester (m. 1816). IAP 8E110005 |
| 1820 | Sra. Latham Avery (c. 1820), óleo sobre tela (atribuído a Samuel F. B. Morse) |            |         | Assunto: Betsey Wood Lester (1787–1837). IAP 8E110006                          |

## Telégrafo

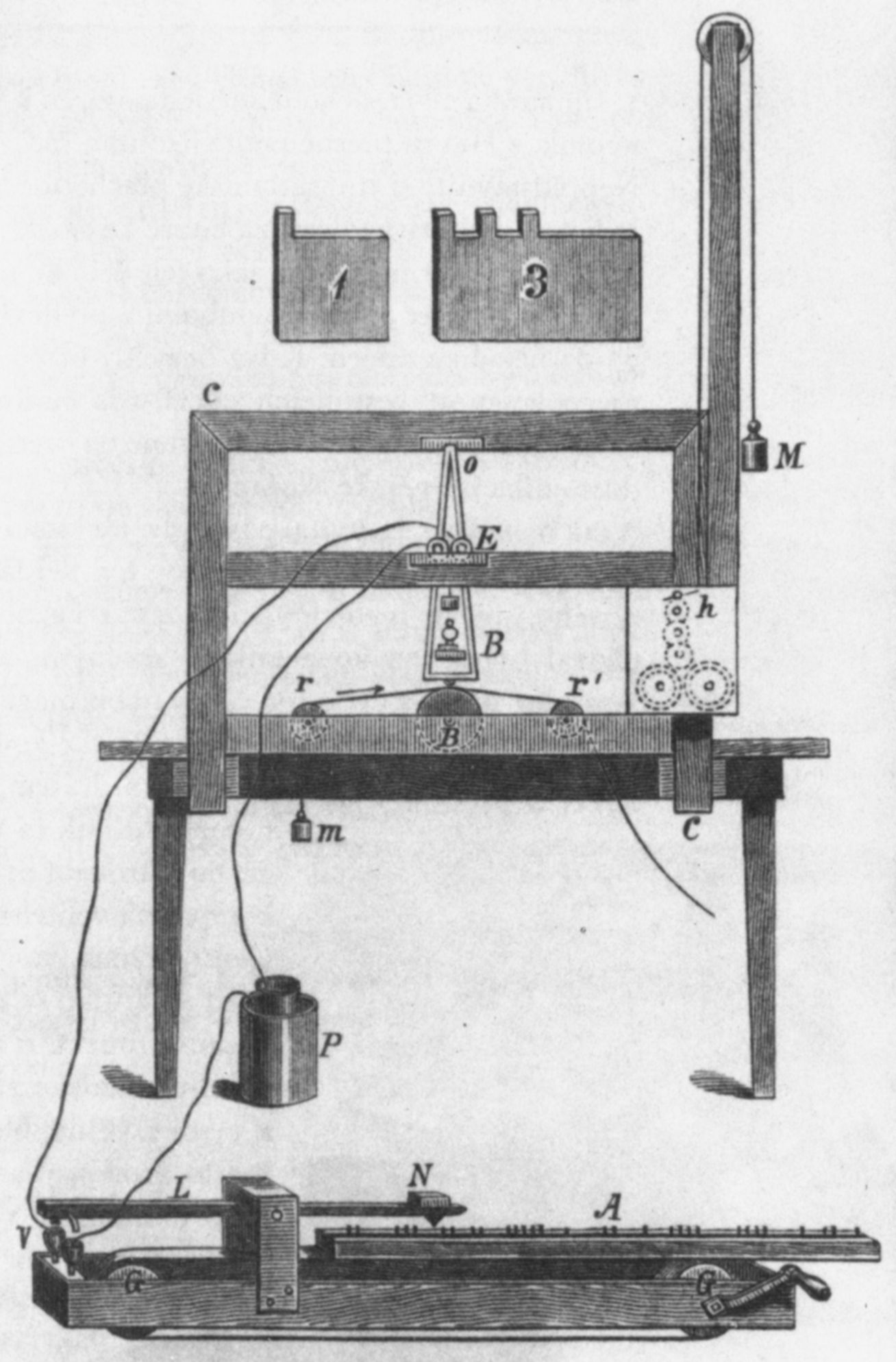
Telégrafo original de Samuel Morse

Ao retornar de navio da Europa em 1832, Morse encontrou Charles Thomas Jackson de Boston, um homem bem versado em eletromagnetismo. Testemunhando vários experimentos com o eletroímã de Jackson, Morse desenvolveu o conceito de um telégrafo de fio único. Ele deixou de lado a pintura em que estava trabalhando, A Galeria do Louvre. O telégrafo original de Morse, submetido com seu pedido de patente, faz parte das coleções do National Museum of American History no Smithsonian Institution. Com o tempo, o Código Morse que ele desenvolveu se tornaria a principal linguagem da telegrafia no mundo. Ainda é o padrão para transmissão rítmica de dados.
Enquanto isso, William Cooke e o professor Charles Wheatstone haviam tomado conhecimento do telégrafo eletromagnético de Wilhelm Weber e Carl Gauss em 1833. Eles haviam chegado ao estágio de lançar um telégrafo comercial antes de Morse, apesar de terem começado mais tarde. Na Inglaterra, Cooke ficou fascinado pela telegrafia elétrica em 1836, quatro anos depois de Morse. Auxiliado por seus maiores recursos financeiros, Cooke abandonou seu assunto principal de anatomia e construiu um pequeno telégrafo elétrico em três semanas. Wheatstone também estava experimentando com telegrafia e (mais importante) entendeu que uma única bateria grande não transportaria um sinal telegráfico por longas distâncias. Ele teorizou que numerosas pequenas baterias eram muito mais bem-sucedidas e eficientes nesta tarefa. (Wheatstone estava se baseando na pesquisa primária de Joseph Henry, um físico americano.) Cooke e Wheatstone formaram uma parceria e patentearam o telégrafo elétrico em maio de 1837, e em pouco tempo forneceram à Great Western Railway um trecho de telégrafo de 13 milhas (21 km). No entanto, dentro de poucos anos, o método de sinalização de múltiplos fios de Cooke e Wheatstone seria superado pelo método mais barato de Morse.
Em uma carta de 1848 a um amigo, Morse descreve como lutou vigorosamente para ser chamado de único inventor do telégrafo eletromagnético, apesar das invenções anteriores.

Tenho estado tão constantemente sob a necessidade de observar os movimentos do conjunto mais sem princípios de piratas que já conheci, que todo o meu tempo tem sido ocupado em defesa, colocando evidências em uma forma legal de que eu sou o inventor do Telégrafo Eletromagnético! Você teria acreditado há dez anos que uma questão poderia ser levantada sobre esse assunto?— S. Morse. 

## Relés

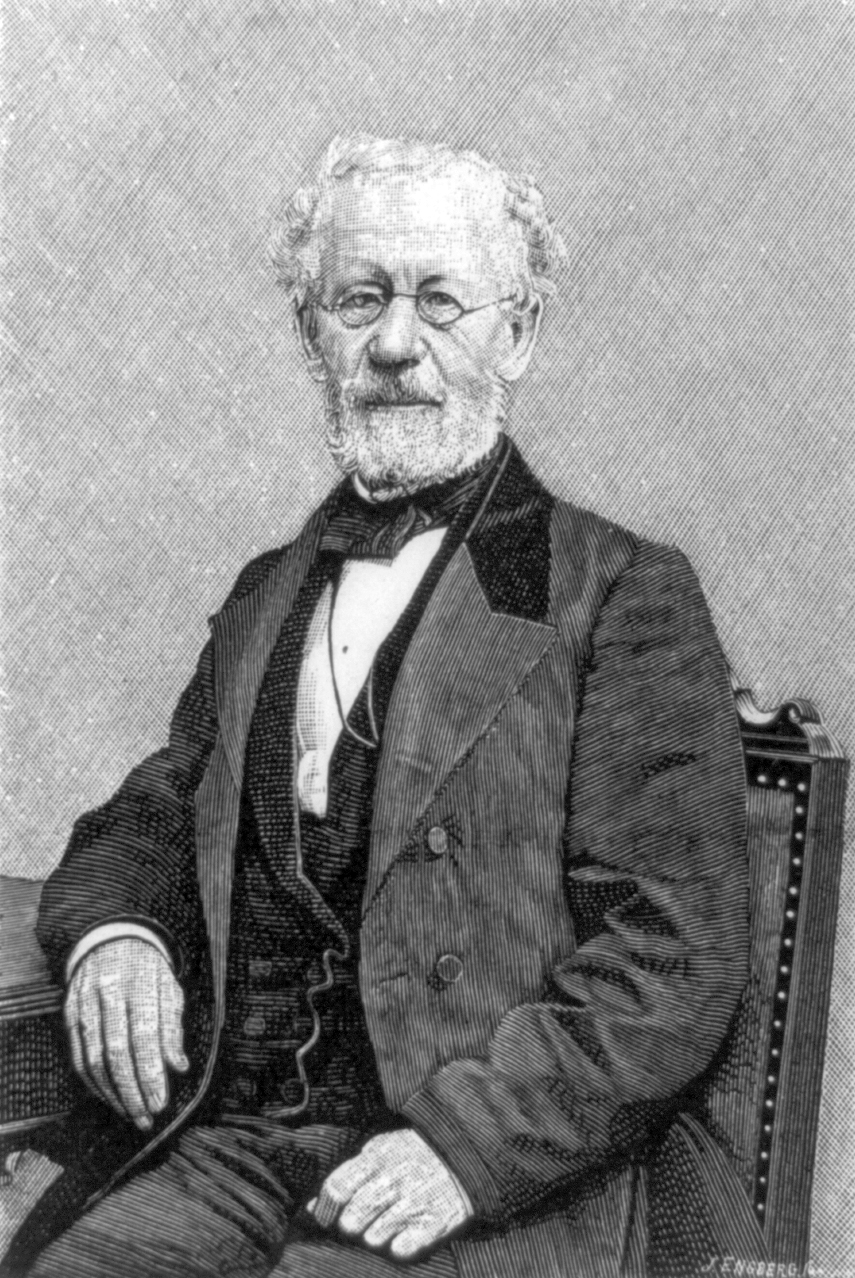
Leonard Gale, que ajudou Morse a alcançar o avanço tecnológico de fazer o sinal telegráfico viajar longas distâncias pelo fio

Morse encontrou o problema de fazer um sinal telegráfico percorrer mais de algumas centenas de metros de fio. Sua descoberta veio dos insights do Professor Leonard Gale, que ensinava química na Universidade de Nova York (ele era amigo pessoal de Joseph Henry). Com a ajuda de Gale, Morse introduziu circuitos extras ou relés em intervalos frequentes e logo foi capaz de enviar uma mensagem através de 10 milhas (16 km) de fio. Esta foi a grande descoberta que ele estava buscando. Morse e Gale logo foram acompanhados por Alfred Vail, um jovem entusiasta com excelentes habilidades, insights e dinheiro. Na Fundição Speedwell em Morristown, Nova Jersey, em 11 de janeiro de 1838, Morse e Vail fizeram a primeira demonstração pública do telégrafo elétrico. Embora Morse e Alfred Vail tenham feito a maior parte da pesquisa e desenvolvimento nas instalações da fundição, eles escolheram uma casa de fábrica próxima como local de demonstração. Sem o repetidor, Morse desenvolveu um sistema de relés eletromagnéticos. Esta foi a inovação chave, pois libertou a tecnologia de ser limitada pela distância ao enviar mensagens. O alcance do telégrafo estava limitado a 2 milhas (3,2 km), e os inventores haviam puxado 2 milhas (3,2 km) de fios dentro da casa da fábrica através de um esquema elaborado. A primeira transmissão pública, com a mensagem "Um paciente espera não é perdedor", foi testemunhada por uma multidão majoritariamente local.
Morse viajou para Washington, D.C. em 1838 buscando patrocínio federal para uma linha telegráfica, mas não teve sucesso. Ele foi para a Europa, buscando tanto patrocínio quanto patentes, mas em Londres descobriu que Cooke e Wheatstone já haviam estabelecido prioridade. Após seu retorno aos EUA, Morse finalmente obteve apoio financeiro do congressista do Maine Francis Ormand Jonathan Smith. Este financiamento pode ser a primeira instância de apoio governamental a um pesquisador privado, especialmente financiamento para pesquisa aplicada (em oposição à pesquisa básica ou teórica).

## Apoio federal

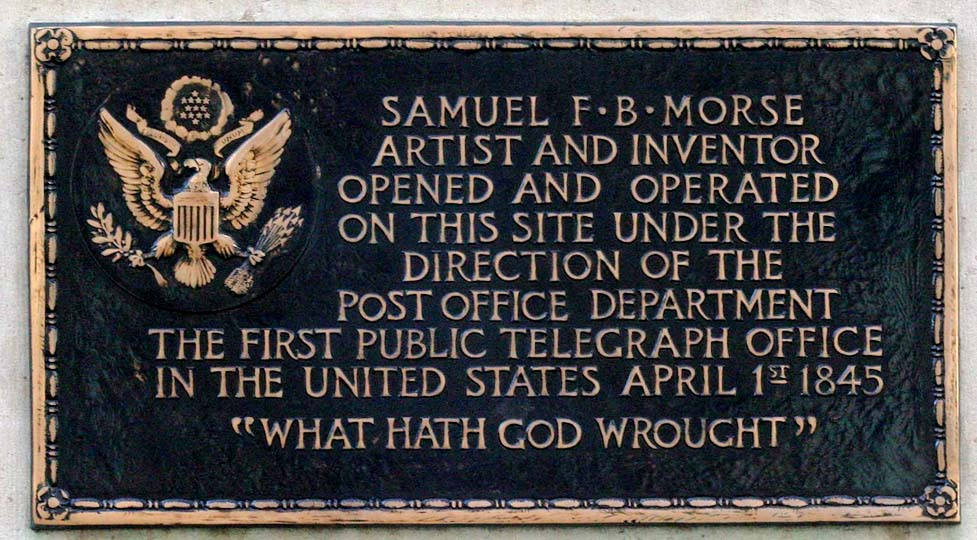
Placa no primeiro escritório telegráfico

Morse fez sua última viagem a Washington, D.C., em dezembro de 1842, estendendo "fios entre duas salas de comitê no Capitólio, e enviou mensagens de um lado para o outro" para demonstrar seu sistema telegráfico. O Congresso destinou $ 30 000 (equivalente a $ 981 000 em 2023) em 1843 para a construção de uma linha telegráfica experimental de 38
-milha (61 km) entre Washington, D.C., e Baltimore ao longo do caminho da Baltimore and Ohio Railroad. Uma demonstração impressionante ocorreu em 1 de maio de 1844, quando a notícia da nomeação do Partido Whig de Henry Clay para presidente dos Estados Unidos foi telegrafada da convenção do partido em Baltimore para o Edifício do Capitólio em Washington. Em 24 de maio de 1844, a linha foi oficialmente inaugurada quando Morse enviou as palavras agora famosas, "O que Deus tem feito," da câmara da Suprema Corte no porão do edifício do Capitólio dos EUA em Washington, D.C., para a Estação Mount Clare de B&O em Baltimore. Annie Ellsworth escolheu essas palavras da Bíblia (Números 23h23); seu pai, o Comissário de Patentes dos EUA Henry Leavitt Ellsworth, havia defendido a invenção de Morse e garantido financiamento inicial para ela. Seu telégrafo podia transmitir trinta caracteres por minuto.  Em maio de 1845, a Magnetic Telegraph Company foi formada para construir linhas telegráficas de Nova York em direção a Filadélfia, Boston, Buffalo e o Mississippi. As linhas telegráficas se espalharam rapidamente pelos Estados Unidos nos próximos anos, com 12 000 milhas de fio instaladas até 1850. Morse em certo momento adotou a ideia de Wheatstone e Carl August von Steinheil de transmitir um sinal telegráfico elétrico através de um corpo d'água ou ao longo de trilhos de ferro ou qualquer coisa condutora. Ele se esforçou muito para ganhar um processo judicial pelo direito de ser chamado de "inventor do telégrafo" e promoveu-se como sendo um inventor. Mas Alfred Vail também desempenhou um papel importante no desenvolvimento do Código Morse, que foi baseado em códigos anteriores para o telégrafo eletromagnético.

## Patente

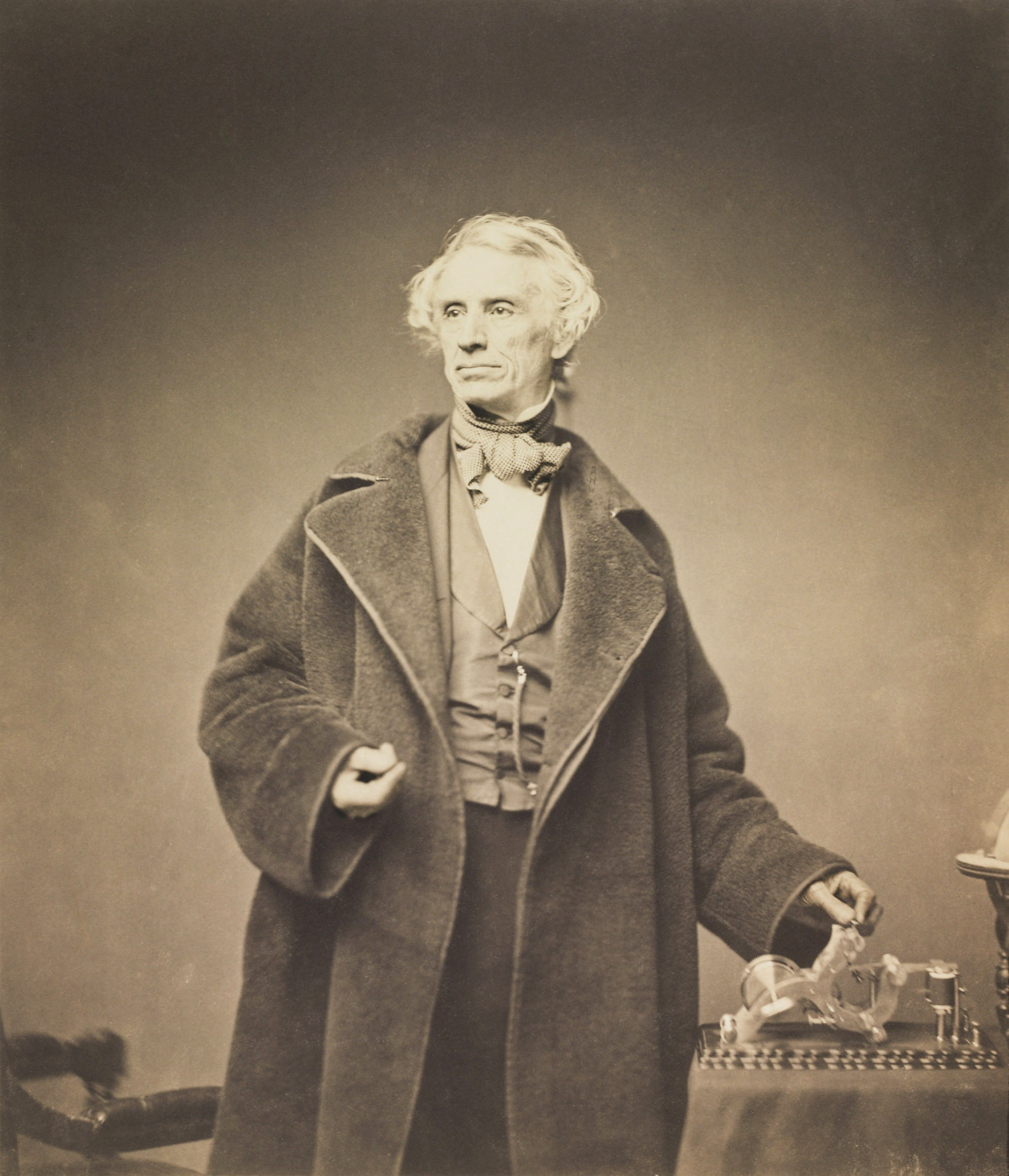
Morse com seu gravador. Fotografia tirada por Mathew Brady em 1857.

Morse recebeu uma patente para o telégrafo em 1847, no antigo Palácio Beylerbeyi (o atual Palácio Beylerbeyi foi construído em 1861-1865 no mesmo local) em Istambul, que foi emitida pelo Sultão Abdülmecid, que pessoalmente testou a nova invenção. Ele foi eleito um membro associado da Academia Americana de Artes e Ciências em 1849. A patente original foi para o lado Breese da família após a morte de Samuel Morse. Em 1856, Morse foi a Copenhague e visitou o Museu Thorvaldsens, onde o túmulo do escultor está no pátio interno. Ele foi recebido pelo Rei Frederick VII, que o condecorou com a Ordem do Dannebrog pelo telégrafo. Morse expressou seu desejo de doar seu retrato de Bertel Thorvaldsen de 1831 em Roma ao rei. O retrato de Thorvaldsen hoje pertence a Margrethe II da Dinamarca.
O aparelho telegráfico de Morse foi oficialmente adotado como o padrão para a telegrafia europeia em 1851. Apenas o Reino Unido (com seu extenso império ultramarino) manteve o telégrafo de agulha de Cooke e Wheatstone. Em 1858, Morse introduziu a comunicação por fio na América Latina quando estabeleceu um sistema telegráfico em Porto Rico, então uma Colônia Espanhola. A filha mais velha de Morse, Susan Walker Morse (1819-1885), frequentemente visitava seu tio Charles Pickering Walker, que era proprietário da Hacienda Concordia na cidade de Guayama. Durante uma de suas visitas, ela conheceu Edward Lind, um comerciante dinamarquês que trabalhava na Hacienda La Henriqueta de seu cunhado na cidade de Arroyo. Eles se casaram posteriormente. Lind comprou a Hacienda de sua irmã quando ela se tornou viúva. Morse, que frequentemente passava seus invernos na Hacienda com sua filha e genro, estabeleceu uma linha telegráfica de duas milhas conectando a Hacienda de seu genro à sua casa em Arroyo. A linha foi inaugurada em 1 de março de 1859, em uma cerimônia ladeada pelas bandeiras espanhola e americana. As primeiras palavras transmitidas por Samuel Morse naquele dia em Porto Rico foram:
Porto Rico, bela joia! Quando você estiver ligada às outras joias das Antilhas no colar do telégrafo mundial, a sua não brilhará menos brilhantemente na coroa de sua Rainha!

## Visões políticas

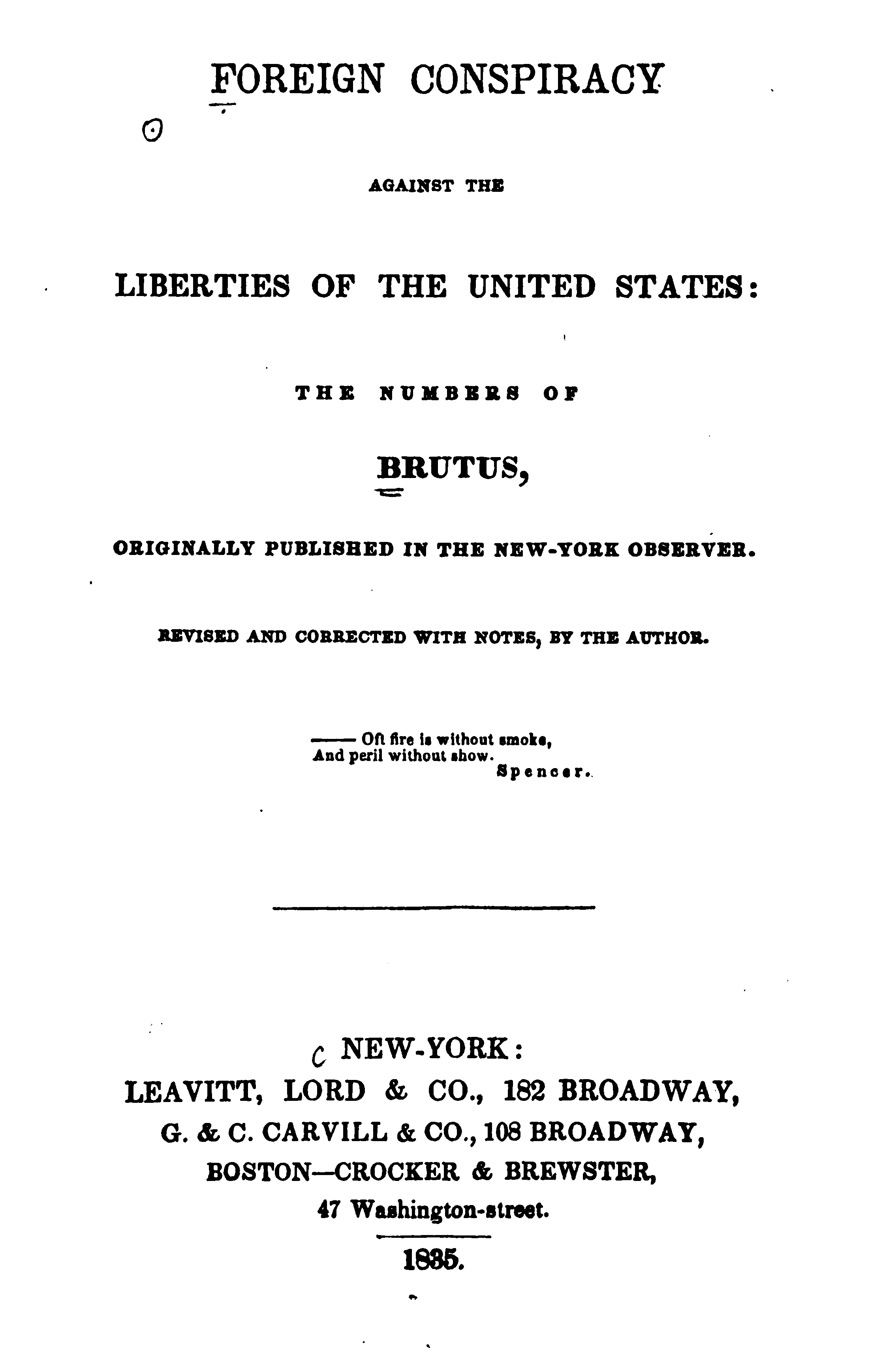
Capa de Conspiração Estrangeira Contra as Liberdades dos Estados Unidos por Samuel F.B. Morse, edição de 1835

### Anti-católico
Morse foi um líder no movimento anticatólico e anti-imigração de meados do século XIX. Em 1836, concorreu sem sucesso a prefeito de Nova York sob a bandeira do Partido Nativista anti-imigrante, recebendo apenas 1.496 votos. Quando Morse visitou Roma, ele supostamente recusou-se a tirar o chapéu na presença do Papa. Morse trabalhou para unir os protestantes contra instituições católicas (incluindo escolas), queria proibir os católicos de ocupar cargos públicos e promoveu a mudança nas leis de imigração para limitar a imigração de países católicos. Sobre este tópico, ele escreveu: "Devemos primeiro estancar o vazamento no navio através do qual as águas turvas de fora ameaçam nos afundar". Ele escreveu numerosas cartas ao New York Observer (seu irmão Sidney era o editor na época) instando as pessoas a lutar contra a percebida ameaça católica. Estas foram amplamente reimpressas em outros jornais. Entre outras alegações, ele acreditava que o governo austríaco e organizações de ajuda católicas estavam subsidiando a imigração católica para os Estados Unidos a fim de ganhar controle do país. Em sua Conspiração Estrangeira Contra as Liberdades dos Estados Unidos, Morse escreveu:
Certamente os protestantes americanos, homens livres, têm discernimento suficiente para descobrir sob eles o pé fendido dessa sutil heresia estrangeira. Eles verão que o Papado é agora, como sempre foi, um sistema do mais obscuro intrigue político e despotismo, disfarçando-se para evitar ataques sob o sagrado nome da religião. Eles ficarão profundamente impressionados com a verdade de que o Papado é um sistema tanto político quanto religioso; que nesse aspecto ele difere totalmente de todas as outras seitas, de todas as outras formas de religião no país.
No mesmo livro, publicado em 1835 sob o nome de "Brutus", falando sobre "os Emissários estrangeiros do Papado recompensados em seu próprio país", disse: "Onde está o Bispo Patrick Kelly de Richmond, Va.? Ele também permanece conosco até que seus deveres para com mestres estrangeiros sejam cumpridos, e então é recompensado com promoção". (Patrick Kelly era natural da Irlanda e o primeiro bispo de Richmond, Virgínia. Quando, após alguns anos, surgiram diferenças sobre questões de jurisdição entre ele e Ambrose Maréchal, Arcebispo de Baltimore, Kelly foi oferecido a recém-vaga Sede de Waterford e Lismore em sua terra natal.)

### Pró-escravidão
Na década de 1850, Morse tornou-se bem conhecido como defensor da escravidão, considerando-a sancionada por Deus. Em seu tratado "Um Argumento sobre a Posição Ética da Escravidão", ele escreveu:

Meu credo sobre o tema da escravidão é curto. A escravidão per se não é pecado. É uma condição social ordenada desde o início do mundo para os propósitos mais sábios, benevolentes e disciplinares, pela Sabedoria Divina. O mero ato de possuir escravos, portanto, é uma condição que não tem per se nada de caráter moral nela, não mais do que ser pai, empregador ou governante.

## Anos posteriores

### Litígio sobre patente do telégrafo
Nos Estados Unidos, Morse manteve sua patente do telégrafo por muitos anos, mas foi tanto ignorada quanto contestada. Em 1853, O caso da Patente do Telégrafo – O'Reilly v. Morse chegou à Suprema Corte dos EUA onde, após uma investigação muito longa, o Chefe de Justiça Roger B. Taney decidiu que Morse tinha sido o primeiro a combinar a bateria, o eletromagnetismo, o eletroímã e a configuração correta da bateria em um telégrafo prático funcional. No entanto, apesar desta clara decisão, Morse ainda não recebeu nenhum reconhecimento oficial do governo dos Estados Unidos. A Suprema Corte não aceitou todas as reivindicações de Morse. O caso O'Reilly v. Morse tornou-se amplamente conhecido entre advogados de patentes porque a Suprema Corte explicitamente negou a reivindicação 8 de Morse para qualquer e todo uso da força eletromagnética para fins de transmissão de sinais inteligíveis a qualquer distância. A Suprema Corte sustentou, no entanto, a reivindicação de Morse a tal telecomunicação quando efetuada por meio do aparelho inventivo "repetidor" de Morse. Este era um circuito elétrico no qual uma cascata de muitos conjuntos compreendendo um relé e uma bateria estavam conectados em série, de modo que quando cada relé fechava, fechava um circuito para fazer com que a próxima bateria alimentasse o relé seguinte, como sugerido na figura que acompanha. Isso fez com que o sinal de Morse passasse ao longo da cascata sem se degradar em ruído à medida que sua amplitude diminuía com a distância percorrida. (Cada vez que a amplitude do sinal se aproxima do nível de ruído, o repetidor [em efeito, um amplificador não linear] aumenta a amplitude do sinal bem acima do nível de ruído.) Este uso de "repetidores" permitiu que uma mensagem fosse enviada a grandes distâncias, o que anteriormente não era viável. A Suprema Corte, portanto, sustentou que Morse poderia reivindicar adequadamente um monopólio de patente sobre o sistema ou processo de transmissão de sinais a qualquer distância por meio do circuito repetidor indicado acima, mas ele não poderia reivindicar adequadamente um monopólio sobre quaisquer e todos os usos da força eletromagnética para transmitir sinais. A limitação do aparelho no primeiro tipo de reivindicação limitou o monopólio da patente ao que Morse ensinou e deu ao mundo. A falta dessa limitação no último tipo de reivindicação (ou seja, reivindicação 8) tanto deu a Morse mais do que era proporcional ao que ele havia contribuído para a sociedade quanto desencorajou os esforços inventivos de outros que poderiam surgir com maneiras diferentes e/ou melhores de enviar sinais a distância usando a força eletromagnética. O problema que Morse enfrentou (a deterioração do sinal com a distância) e como ele o resolveu é discutido com mais detalhes no artigo O'Reilly v. Morse. Em resumo, a solução, como afirmou a Suprema Corte, foi o aparelho repetidor descrito nos parágrafos anteriores. A importância deste precedente legal na lei de patentes não pode ser exagerada, pois tornou-se a base da lei que rege a elegibilidade de invenções implementadas por programas de computador (bem como invenções que implementam leis naturais) para receber patentes.

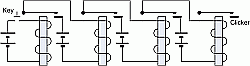
O circuito "repetidor" de Morse para telegrafia foi a base para a decisão da Suprema Corte que considerou válidas algumas reivindicações da patente de Morse.
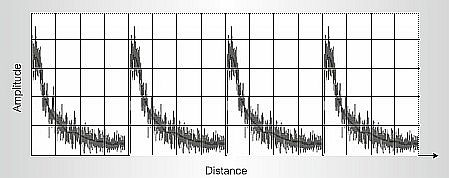
Efeito dos repetidores

### Reconhecimento estrangeiro

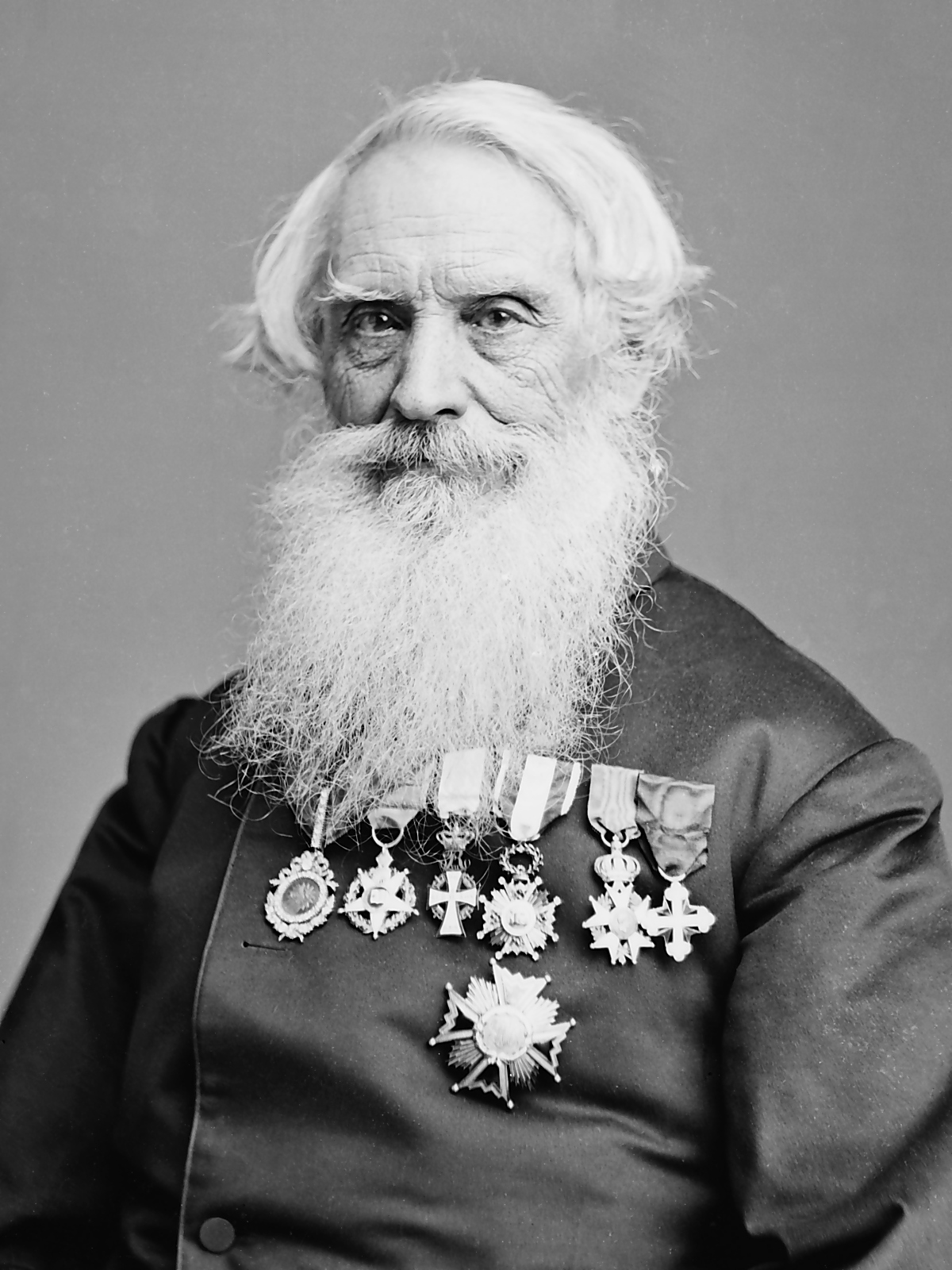
Retrato de Samuel F. B. Morse tirado por Mathew Brady, em 1866. Medalhas usadas (da direita para a esquerda do portador, fileira superior): Nichan Iftikhar (Otomano); Ordem da Torre e Espada (Portugal); Ordem do Dannebrog (Dinamarca); cruz da Ordem de Isabella a Católica (Espanha); Legião de Honra (França); Ordem dos Santos Maurício e Lázaro (Itália). Fileira inferior: Grande cruz da Ordem de Isabella a Católica (Espanha)

Com a assistência do embaixador americano em Paris, os governos da Europa foram abordados sobre sua longa negligência com Morse enquanto seus países usavam sua invenção. Houve um amplo reconhecimento de que algo precisava ser feito, e em 1858 Morse recebeu a soma de 400 000 francos franceses (equivalente a cerca de $ 80 000 na época) pelos governos da França, Áustria, Bélgica, Países Baixos, Piemonte, Rússia, Suécia, Toscana e o Império Otomano, cada um contribuindo com uma parte de acordo com o número de instrumentos Morse em uso em cada país. Em 1858, ele também foi eleito membro estrangeiro da Academia Real Sueca de Ciências.

### Cabo transatlântico
Morse emprestou seu apoio ao ambicioso plano de Cyrus West Field de construir a primeira linha telegráfica transoceânica. Morse havia experimentado circuitos telegráficos subaquáticos desde 1842. Ele investiu $ 10 000 na Atlantic Telegraph Company de Field, assumiu um assento em seu conselho de administração e foi nomeado "Eletricista" honorário. Em 1856, Morse viajou para Londres para ajudar Charles Tilston Bright e Edward Whitehouse a testar um cabo enrolado com comprimento de 2 000 milhas.
Após as duas primeiras tentativas de instalação do cabo falharem, Field reorganizou o projeto, removendo Morse do envolvimento direto. Embora o cabo tenha se rompido três vezes durante a terceira tentativa, foi reparado com sucesso, e as primeiras mensagens telegráficas transatlânticas foram enviadas em 1858. O cabo falhou após apenas três meses de uso. Embora Field tivesse que esperar o fim da Guerra Civil, o cabo instalado em 1866 provou ser mais durável, e a era do serviço telegráfico transatlântico confiável havia começado. Além do telégrafo, Morse inventou uma máquina de cortar mármore que podia esculpir esculturas tridimensionais em mármore ou pedra. Ele não pôde patenteá-la, no entanto, devido a um projeto existente de 1820 de Thomas Blanchard.

### Últimos anos e morte

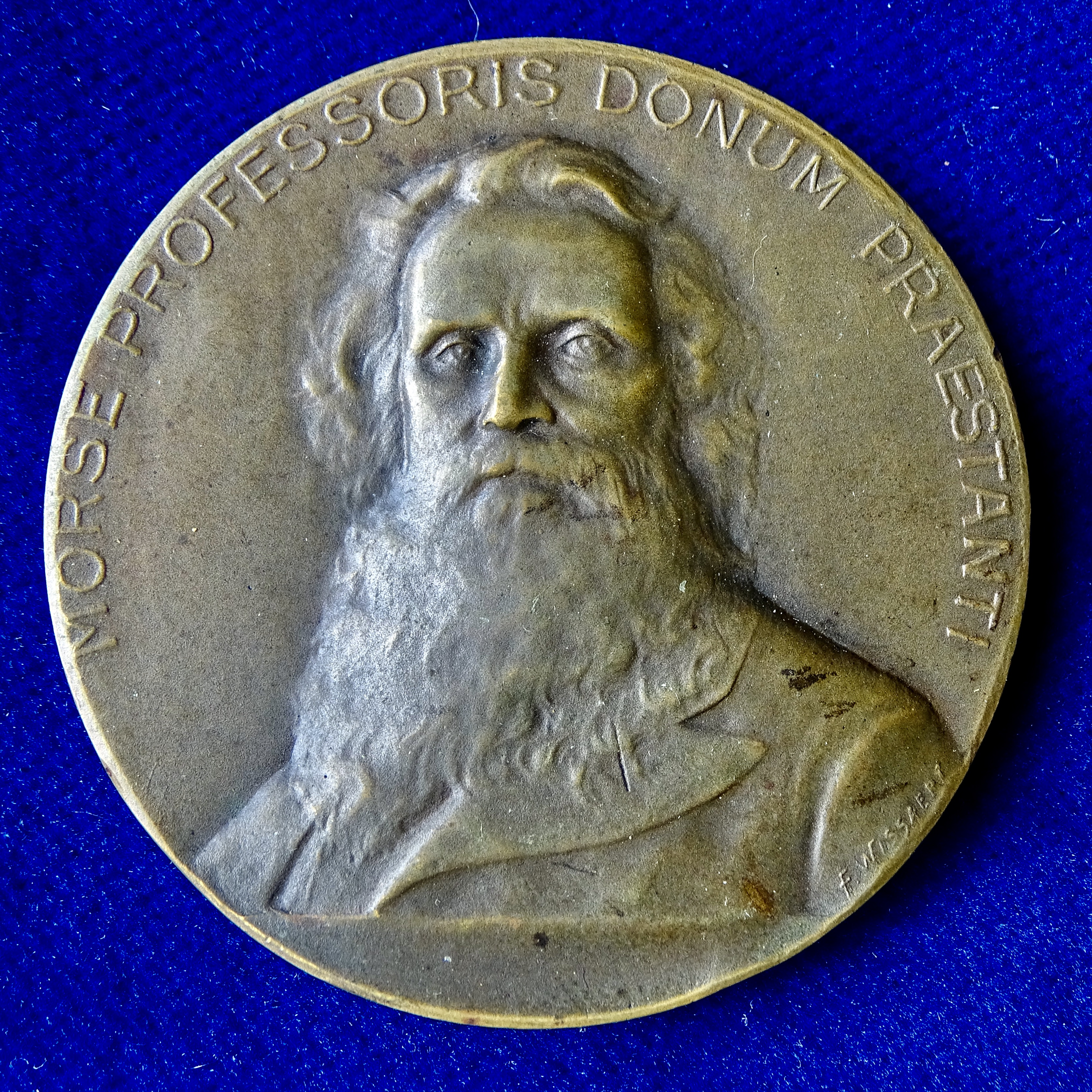
Medalha Art Nouveau Samuel F. B. Morse da Universidade de Nova York por Paul Wissaert, anverso

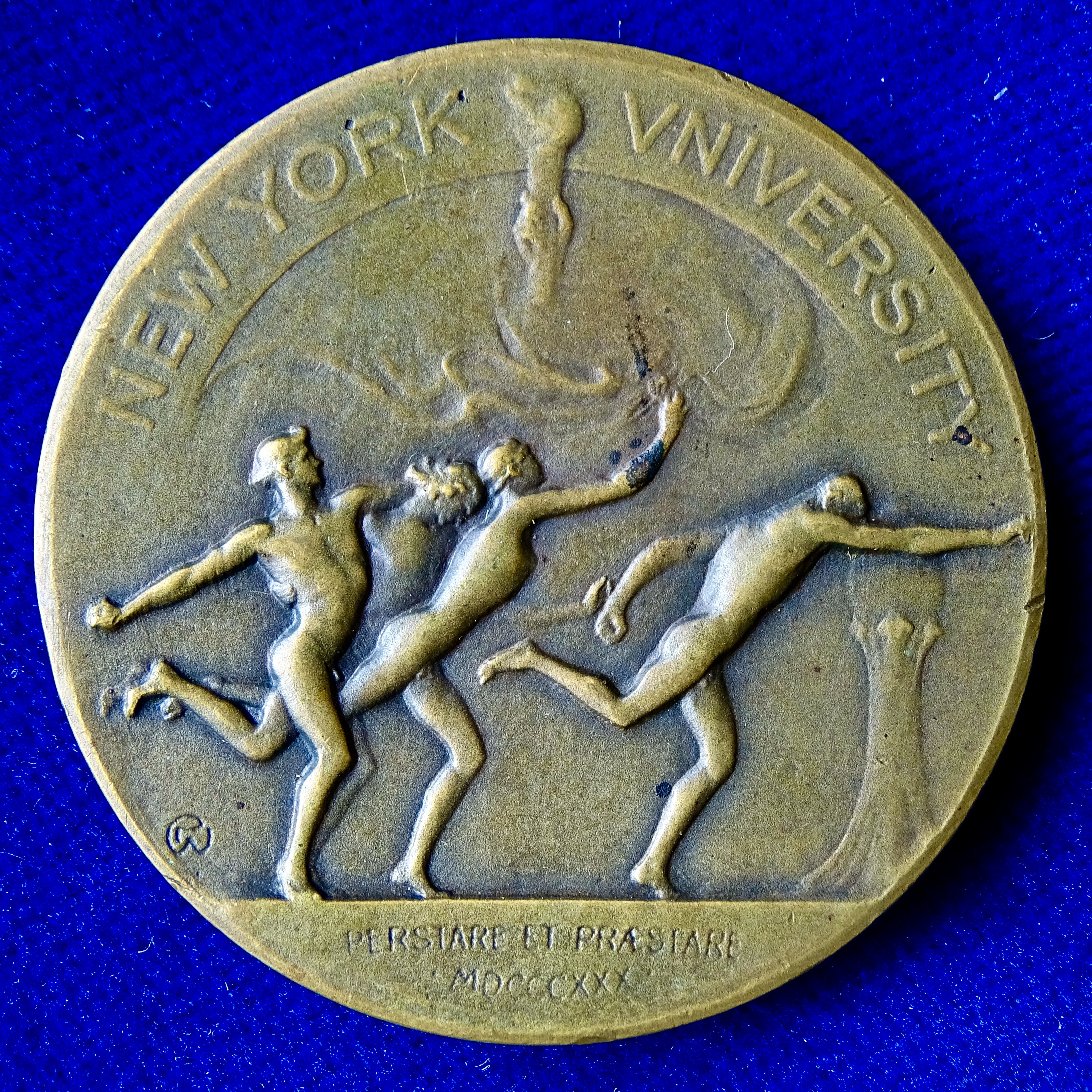
O reverso deste prêmio universitário anual para estudantes de física, fornecido por Morse em seu testamento

Samuel Morse doou grandes somas para caridade. Ele também se interessou pela relação entre ciência e religião e forneceu fundos para estabelecer palestras sobre "a relação da Bíblia com as Ciências". Embora raramente tenha recebido royalties pelos usos e implementações posteriores de suas invenções, ele conseguiu viver confortavelmente.
Morsemere em Ridgefield, Nova Jersey, recebeu esse nome devido a Morse, que havia comprado propriedade lá para construir uma casa, mas morreu antes de sua conclusão.
Ele morreu de pneumonia na cidade de Nova York em 2 de abril de 1872, e foi sepultado no Cemitério Green-Wood no Brooklyn. Na época de sua morte, seu patrimônio foi avaliado em cerca de $ 500 000 ($ 12,7 milhões hoje).
Em seu testamento, ele forneceu uma medalha de prêmio que é apresentada anualmente pela Universidade de Nova York a um estudante de graduação que demonstre habilidade especial em física.

## Honras e prêmios
Morse foi eleito membro da Sociedade Antiquária Americana em 1815.
Apesar das honras e prêmios financeiros recebidos de países estrangeiros, não houve esse reconhecimento nos Estados Unidos até que ele se aproximasse do fim de sua vida, quando em 10 de junho de 1871, uma estátua de bronze de Samuel Morse foi revelada no Central Park, cidade de Nova York. Um retrato gravado de Morse apareceu no verso do certificado de prata da série de 1896 da nota de dois dólares dos Estados Unidos. Ele foi retratado junto com Robert Fulton. Um exemplo pode ser visto no site do Banco da Reserva Federal de São Francisco em sua "Exposição de Moeda Americana":
Uma placa azul foi erguida para comemorá-lo na 141 Cleveland Street, Londres, onde ele viveu de 1812 a 1815.
Em 1848, Morse foi eleito membro da Sociedade Filosófica Americana.
De acordo com seu obituário no The New York Times publicado em 3 de abril de 1872, Morse recebeu respectivamente a condecoração da Atiq Nishan-i-Iftikhar (inglês: Ordem da Glória) [primeira medalha à direita do usuário retratado na foto de Morse com medalhas], incrustada em diamantes, do Sultão Abdülmecid da Turquia (c.1847), uma "caixa de rapé dourada contendo a medalha de ouro prussiana por mérito científico" do Rei da Prússia (1851); a Grande Medalha de Ouro de Artes e Ciências do Rei de Württemberg (1852); e a Grande Medalha de Ouro de Ciência e Artes do Imperador da Áustria (1855); uma cruz de Cavaleiro da Legião de Honra do Imperador da França; a Cruz de Cavaleiro da Ordem de Dannebrog do Rei da Dinamarca (1856); a Cruz de Comendador da Ordem de Isabel a Católica, da Rainha da Espanha, além de ser eleito membro de inúmeras sociedades científicas e artísticas neste [Estados Unidos] e outros países. Outros prêmios incluem a Ordem da Torre e Espada do reino de Portugal (1860), e a Itália lhe conferiu a insígnia de cavaleiro da Ordem dos Santos Maurício e Lázaro em 1864. O telégrafo de Morse foi reconhecido como um Marco IEEE em 1988.
Em 1975, Morse foi incluído no National Inventors Hall of Fame.
Em 1 de abril de 2012, o Google anunciou o lançamento do "Gmail Tap", uma brincadeira do Dia da Mentira que permitia aos usuários usar o Código Morse para enviar texto de seus telefones celulares. O sobrinho-bisneto de Morse, Reed Morse — um engenheiro do Google — foi fundamental na brincadeira, que se tornou um produto real.

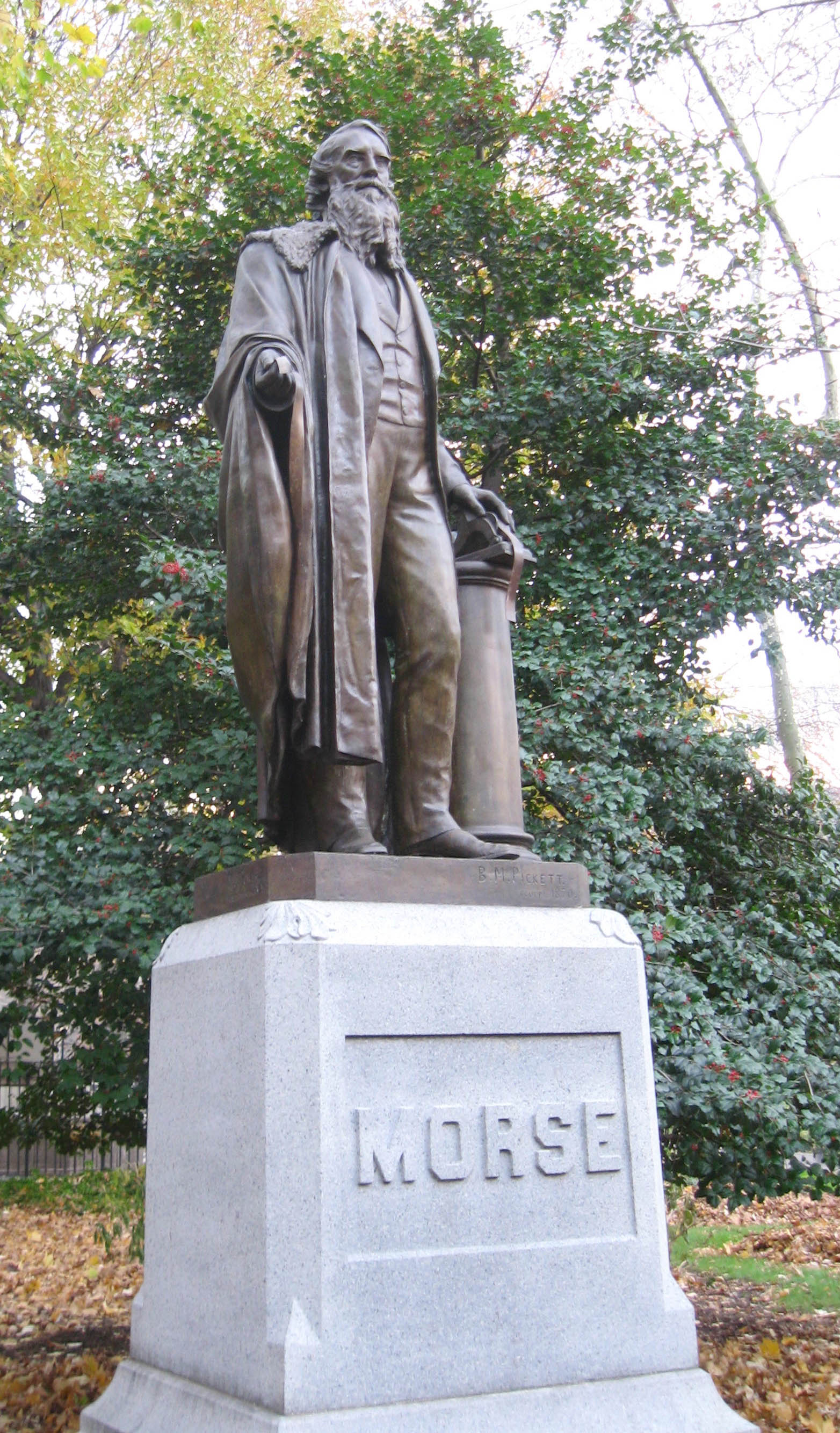
Estátua de Samuel F. B. Morse por Byron M. Picket, Central Park de Nova York, inaugurada em 1871
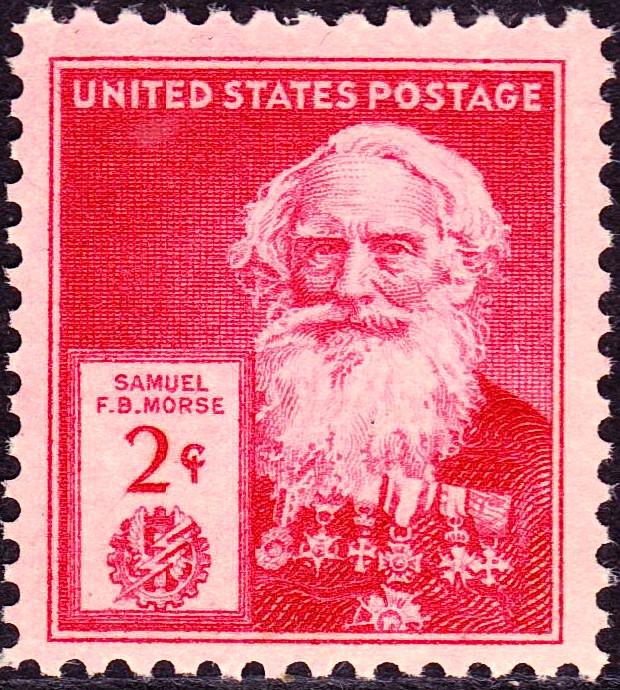
Morse foi homenageado na série postal Americanos Famosos de 1940.
Brasão de Armas de Samuel Morse

## Patentes
- Patente dos EUA 1.647, Melhoria no modo de comunicar informações por sinais pela aplicação do eletromagnetismo, 20 de junho de 1840
- Patente dos EUA 1.647 (Reemissão #79), Melhoria no modo de comunicar informações por sinais pela aplicação do eletromagnetismo, 15 de janeiro de 1846
- Patente dos EUA 1.647 (Reemissão #117), Melhoria em telégrafos eletromagnéticos, 13 de junho de 1848
- Patente dos EUA 3.316, Método de introduzir fio em tubos metálicos, 5 de outubro de 1843
- Patente dos EUA 4.453, Melhoria em telégrafos eletromagnéticos, 11 de abril de 1846
- Patente dos EUA 4.453 (Reemissão #118), Melhoria em telégrafos eletromagnéticos, 13 de junho de 1848
- Patente dos EUA 6.420, Melhoria em telégrafos elétricos, 1 de maio de 1849